# Llista d'asteroides (313001-314000)
Llista d'asteroides del 313.001 al 314.000, amb data de descoberta i descobridor. És un fragment de la llista d'asteroides completa. Als asteroides se'ls dona un número quan es confirma la seva òrbita, per tant apareixen llistats aproximadament segons la data de descobriment.

## 313001-313100
| Nom    | Designació provisional | Data de descobriment   | Lloc de descobriment | Descobridor/s        |
| ------ | ---------------------- | ---------------------- | -------------------- | -------------------- |
| 313001 | 1999 UH17              | 29 d'octubre de 1999   | Kitt Peak            | Spacewatch           |
| 313002 | 1999 UD33              | 31 d'octubre de 1999   | Kitt Peak            | Spacewatch           |
| 313003 | 1999 UX33              | 6 d'octubre de 1999    | Socorro              | LINEAR               |
| 313004 | 1999 UM44              | 29 d'octubre de 1999   | Anderson Mesa        | LONEOS               |
| 313005 | 1999 UZ46              | 30 d'octubre de 1999   | Anderson Mesa        | LONEOS               |
| 313006 | 1999 VY14              | 2 de novembre de 1999  | Kitt Peak            | Spacewatch           |
| 313007 | 1999 VL16              | 2 de novembre de 1999  | Kitt Peak            | Spacewatch           |
| 313008 | 1999 VD19              | 8 de novembre de 1999  | Visnjan              | K. Korlevic          |
| 313009 | 1999 VO62              | 4 de novembre de 1999  | Socorro              | LINEAR               |
| 313010 | 1999 VJ106             | 9 de novembre de 1999  | Socorro              | LINEAR               |
| 313011 | 1999 VA109             | 9 de novembre de 1999  | Socorro              | LINEAR               |
| 313012 | 1999 VC137             | 9 de novembre de 1999  | Socorro              | LINEAR               |
| 313013 | 1999 VB139             | 9 de novembre de 1999  | Kitt Peak            | Spacewatch           |
| 313014 | 1999 VA188             | 15 de novembre de 1999 | Socorro              | LINEAR               |
| 313015 | 1999 VP217             | 5 de novembre de 1999  | Socorro              | LINEAR               |
| 313016 | 1999 VD223             | 5 de novembre de 1999  | Socorro              | LINEAR               |
| 313017 | 1999 WJ5               | 28 de novembre de 1999 | Kitt Peak            | Spacewatch           |
| 313018 | 1999 WU10              | 28 de novembre de 1999 | Kitt Peak            | Spacewatch           |
| 313019 | 1999 WR19              | 16 de novembre de 1999 | Kitt Peak            | Spacewatch           |
| 313020 | 1999 XZ37              | 6 de desembre de 1999  | Gnosca               | S. Sposetti          |
| 313021 | 1999 XS201             | 12 de desembre de 1999 | Socorro              | LINEAR               |
| 313022 | 1999 YR12              | 27 de desembre de 1999 | Kitt Peak            | Spacewatch           |
| 313023 | 2000 AN209             | 5 de gener de 2000     | Kitt Peak            | Spacewatch           |
| 313024 | 2000 AV210             | 5 de gener de 2000     | Kitt Peak            | Spacewatch           |
| 313025 | 2000 AT219             | 8 de gener de 2000     | Kitt Peak            | Spacewatch           |
| 313026 | 2000 CF45              | 2 de febrer de 2000    | Socorro              | LINEAR               |
| 313027 | 2000 CC80              | 8 de febrer de 2000    | Kitt Peak            | Spacewatch           |
| 313028 | 2000 DU4               | 28 de febrer de 2000   | Socorro              | LINEAR               |
| 313029 | 2000 DP81              | 28 de febrer de 2000   | Socorro              | LINEAR               |
| 313030 | 2000 DR96              | 29 de febrer de 2000   | Socorro              | LINEAR               |
| 313031 | 2000 FA71              | 29 de març de 2000     | Kitt Peak            | Spacewatch           |
| 313032 | 2000 GQ180             | 6 d'abril de 2000      | Socorro              | LINEAR               |
| 313033 | 2000 JR4               | 1 de maig de 2000      | Kitt Peak            | Spacewatch           |
| 313034 | 2000 KM75              | 27 de maig de 2000     | Socorro              | LINEAR               |
| 313035 | 2000 OW35              | 31 de juliol de 2000   | Kitt Peak            | Spacewatch           |
| 313036 | 2000 PL                | 2 d'agost de 2000      | San Marcello         | L. Tesi, M. Tombelli |
| 313037 | 2000 PK3               | 1 d'agost de 2000      | Socorro              | LINEAR               |
| 313038 | 2000 QH                | 21 d'agost de 2000     | Prescott             | P. G. Comba          |
| 313039 | 2000 QQ25              | 26 d'agost de 2000     | Socorro              | LINEAR               |
| 313040 | 2000 QB60              | 26 d'agost de 2000     | Socorro              | LINEAR               |
| 313041 | 2000 QN70              | 28 d'agost de 2000     | Socorro              | LINEAR               |
| 313042 | 2000 QA97              | 28 d'agost de 2000     | Socorro              | LINEAR               |
| 313043 | 2000 QE137             | 31 d'agost de 2000     | Socorro              | LINEAR               |
| 313044 | 2000 QA144             | 31 d'agost de 2000     | Socorro              | LINEAR               |
| 313045 | 2000 QR148             | 26 d'agost de 2000     | Socorro              | LINEAR               |
| 313046 | 2000 QH150             | 25 d'agost de 2000     | Socorro              | LINEAR               |
| 313047 | 2000 QL200             | 29 d'agost de 2000     | Socorro              | LINEAR               |
| 313048 | 2000 QX209             | 31 d'agost de 2000     | Socorro              | LINEAR               |
| 313049 | 2000 QN210             | 31 d'agost de 2000     | Socorro              | LINEAR               |
| 313050 | 2000 QE216             | 31 d'agost de 2000     | Socorro              | LINEAR               |
| 313051 | 2000 RV36              | 2 de setembre de 2000  | Socorro              | LINEAR               |
| 313052 | 2000 RL52              | 2 de setembre de 2000  | Kitt Peak            | Spacewatch           |
| 313053 | 2000 RP73              | 2 de setembre de 2000  | Socorro              | LINEAR               |
| 313054 | 2000 RU99              | 5 de setembre de 2000  | Anderson Mesa        | LONEOS               |
| 313055 | 2000 SB10              | 23 de setembre de 2000 | Socorro              | LINEAR               |
| 313056 | 2000 SZ28              | 23 de setembre de 2000 | Socorro              | LINEAR               |
| 313057 | 2000 SU33              | 24 de setembre de 2000 | Socorro              | LINEAR               |
| 313058 | 2000 SW36              | 24 de setembre de 2000 | Socorro              | LINEAR               |
| 313059 | 2000 SL40              | 24 de setembre de 2000 | Socorro              | LINEAR               |
| 313060 | 2000 SZ52              | 24 de setembre de 2000 | Socorro              | LINEAR               |
| 313061 | 2000 SR59              | 24 de setembre de 2000 | Socorro              | LINEAR               |
| 313062 | 2000 SS89              | 29 de setembre de 2000 | Emerald Lane         | L. Ball              |
| 313063 | 2000 SM103             | 24 de setembre de 2000 | Socorro              | LINEAR               |
| 313064 | 2000 SU133             | 23 de setembre de 2000 | Socorro              | LINEAR               |
| 313065 | 2000 SS144             | 24 de setembre de 2000 | Socorro              | LINEAR               |
| 313066 | 2000 ST154             | 24 de setembre de 2000 | Socorro              | LINEAR               |
| 313067 | 2000 SF160             | 27 de setembre de 2000 | Socorro              | LINEAR               |
| 313068 | 2000 SE164             | 24 de setembre de 2000 | Socorro              | LINEAR               |
| 313069 | 2000 SZ177             | 28 de setembre de 2000 | Socorro              | LINEAR               |
| 313070 | 2000 SZ214             | 26 de setembre de 2000 | Socorro              | LINEAR               |
| 313071 | 2000 SA224             | 27 de setembre de 2000 | Socorro              | LINEAR               |
| 313072 | 2000 SE233             | 28 de setembre de 2000 | Socorro              | LINEAR               |
| 313073 | 2000 SZ235             | 24 de setembre de 2000 | Socorro              | LINEAR               |
| 313074 | 2000 SS236             | 24 de setembre de 2000 | Socorro              | LINEAR               |
| 313075 | 2000 SN240             | 26 de setembre de 2000 | Socorro              | LINEAR               |
| 313076 | 2000 SU252             | 24 de setembre de 2000 | Socorro              | LINEAR               |
| 313077 | 2000 SU319             | 27 de setembre de 2000 | Socorro              | LINEAR               |
| 313078 | 2000 SJ366             | 23 de setembre de 2000 | Anderson Mesa        | LONEOS               |
| 313079 | 2000 SP376             | 23 de setembre de 2000 | Socorro              | LINEAR               |
| 313080 | 2000 TB11              | 1 d'octubre de 2000    | Socorro              | LINEAR               |
| 313081 | 2000 TJ16              | 1 d'octubre de 2000    | Socorro              | LINEAR               |
| 313082 | 2000 TR20              | 26 de setembre de 2000 | Haleakala            | NEAT                 |
| 313083 | 2000 TB25              | 2 d'octubre de 2000    | Socorro              | LINEAR               |
| 313084 | 2000 TH35              | 6 d'octubre de 2000    | Anderson Mesa        | LONEOS               |
| 313085 | 2000 TB45              | 1 d'octubre de 2000    | Socorro              | LINEAR               |
| 313086 | 2000 TR67              | 2 d'octubre de 2000    | Socorro              | LINEAR               |
| 313087 | 2000 UD12              | 18 d'octubre de 2000   | Socorro              | LINEAR               |
| 313088 | 2000 UQ21              | 24 d'octubre de 2000   | Socorro              | LINEAR               |
| 313089 | 2000 UP56              | 28 de setembre de 2000 | Socorro              | LINEAR               |
| 313090 | 2000 UY67              | 25 d'octubre de 2000   | Socorro              | LINEAR               |
| 313091 | 2000 UM70              | 25 d'octubre de 2000   | Socorro              | LINEAR               |
| 313092 | 2000 UG73              | 25 d'octubre de 2000   | Socorro              | LINEAR               |
| 313093 | 2000 UC95              | 25 d'octubre de 2000   | Socorro              | LINEAR               |
| 313094 | 2000 US100             | 25 d'octubre de 2000   | Socorro              | LINEAR               |
| 313095 | 2000 VY1               | 1 de novembre de 2000  | Socorro              | LINEAR               |
| 313096 | 2000 VL10              | 1 de novembre de 2000  | Socorro              | LINEAR               |
| 313097 | 2000 VR40              | 1 de novembre de 2000  | Socorro              | LINEAR               |
| 313098 | 2000 VR64              | 1 de novembre de 2000  | Socorro              | LINEAR               |
| 313099 | 2000 WO29              | 21 de novembre de 2000 | Socorro              | LINEAR               |
| 313100 | 2000 WS46              | 21 de novembre de 2000 | Socorro              | LINEAR               |

## 313101-313200
| Nom                  | Designació provisional | Data de descobriment   | Lloc de descobriment | Descobridor/s          |
| -------------------- | ---------------------- | ---------------------- | -------------------- | ---------------------- |
| 313101               | 2000 WC70              | 19 de novembre de 2000 | Socorro              | LINEAR                 |
| 313102               | 2000 WQ70              | 19 de novembre de 2000 | Socorro              | LINEAR                 |
| 313103               | 2000 WD76              | 20 de novembre de 2000 | Socorro              | LINEAR                 |
| 313104               | 2000 WE76              | 20 de novembre de 2000 | Socorro              | LINEAR                 |
| 313105               | 2000 WQ89              | 21 de novembre de 2000 | Socorro              | LINEAR                 |
| 313106               | 2000 WT96              | 21 de novembre de 2000 | Socorro              | LINEAR                 |
| 313107               | 2000 WF151             | 29 de novembre de 2000 | Socorro              | LINEAR                 |
| 313108               | 2000 WY152             | 29 de novembre de 2000 | Socorro              | LINEAR                 |
| 313109               | 2000 WP176             | 26 de novembre de 2000 | Kitt Peak            | Spacewatch             |
| 313110               | 2000 XC6               | 1 de desembre de 2000  | Socorro              | LINEAR                 |
| 313111               | 2000 XF9               | 1 de desembre de 2000  | Socorro              | LINEAR                 |
| 313112               | 2000 XG44              | 5 de desembre de 2000  | Socorro              | LINEAR                 |
| 313113               | 2000 XP44              | 6 de desembre de 2000  | Bohyunsan            | Y.-B. Jeon, B.-C. Lee  |
| 313114               | 2000 YV15              | 22 de desembre de 2000 | Anderson Mesa        | LONEOS                 |
| 313115               | 2000 YL17              | 28 de desembre de 2000 | Fountain Hills       | C. W. Juels            |
| 313116 Pálvenetianer | 2000 YX31              | 31 de desembre de 2000 | Piszkesteto          | K. Sarneczky, L. Kiss  |
| 313117               | 2000 YE40              | 30 de desembre de 2000 | Socorro              | LINEAR                 |
| 313118               | 2000 YY106             | 30 de desembre de 2000 | Socorro              | LINEAR                 |
| 313119               | 2000 YP114             | 30 de desembre de 2000 | Socorro              | LINEAR                 |
| 313120               | 2000 YF123             | 28 de desembre de 2000 | Kitt Peak            | Spacewatch             |
| 313121               | 2000 YV123             | 28 de desembre de 2000 | Kitt Peak            | Spacewatch             |
| 313122               | 2000 YU137             | 29 de desembre de 2000 | Fair Oaks Ranch      | J. V. McClusky         |
| 313123               | 2001 AK2               | 2 de gener de 2001     | Socorro              | LINEAR                 |
| 313124               | 2001 AL2               | 2 de gener de 2001     | Socorro              | LINEAR                 |
| 313125               | 2001 AQ6               | 2 de gener de 2001     | Socorro              | LINEAR                 |
| 313126               | 2001 AL46              | 15 de gener de 2001    | Socorro              | LINEAR                 |
| 313127               | 2001 AD47              | 15 de gener de 2001    | Socorro              | LINEAR                 |
| 313128               | 2001 BB1               | 16 de gener de 2001    | Haleakala            | NEAT                   |
| 313129               | 2001 BG2               | 18 de gener de 2001    | Kitt Peak            | Spacewatch             |
| 313130               | 2001 BN3               | 18 de gener de 2001    | Socorro              | LINEAR                 |
| 313131               | 2001 BT6               | 19 de gener de 2001    | Socorro              | LINEAR                 |
| 313132               | 2001 BF56              | 19 de gener de 2001    | Socorro              | LINEAR                 |
| 313133               | 2001 BA74              | 30 de gener de 2001    | Socorro              | LINEAR                 |
| 313134               | 2001 BJ83              | 18 de gener de 2001    | Socorro              | LINEAR                 |
| 313135               | 2001 CW5               | 1 de febrer de 2001    | Socorro              | LINEAR                 |
| 313136               | 2001 CX9               | 2 de febrer de 2001    | Socorro              | LINEAR                 |
| 313137               | 2001 CE11              | 1 de febrer de 2001    | Socorro              | LINEAR                 |
| 313138               | 2001 CV18              | 2 de febrer de 2001    | Socorro              | LINEAR                 |
| 313139               | 2001 CZ24              | 1 de febrer de 2001    | Socorro              | LINEAR                 |
| 313140               | 2001 CE27              | 2 de febrer de 2001    | Anderson Mesa        | LONEOS                 |
| 313141               | 2001 CK31              | 12 de febrer de 2001   | Oaxaca               | J. M. Roe              |
| 313142               | 2001 DM2               | 16 de febrer de 2001   | Kitt Peak            | Spacewatch             |
| 313143               | 2001 DT5               | 16 de febrer de 2001   | Socorro              | LINEAR                 |
| 313144               | 2001 DZ7               | 16 de febrer de 2001   | Kitt Peak            | Spacewatch             |
| 313145               | 2001 DA9               | 17 de febrer de 2001   | Socorro              | LINEAR                 |
| 313146               | 2001 DH13              | 19 de febrer de 2001   | Oizumi               | T. Kobayashi           |
| 313147               | 2001 DY13              | 2 de febrer de 2001    | Socorro              | LINEAR                 |
| 313148               | 2001 DU14              | 16 de febrer de 2001   | Desert Beaver        | W. K. Y. Yeung         |
| 313149               | 2001 DW17              | 16 de febrer de 2001   | Socorro              | LINEAR                 |
| 313150               | 2001 DG18              | 16 de febrer de 2001   | Socorro              | LINEAR                 |
| 313151               | 2001 DZ42              | 19 de febrer de 2001   | Socorro              | LINEAR                 |
| 313152               | 2001 DU54              | 16 de febrer de 2001   | Kitt Peak            | Spacewatch             |
| 313153               | 2001 DX54              | 16 de febrer de 2001   | Kitt Peak            | Spacewatch             |
| 313154               | 2001 DY58              | 21 de febrer de 2001   | Socorro              | LINEAR                 |
| 313155               | 2001 DB62              | 19 de febrer de 2001   | Socorro              | LINEAR                 |
| 313156               | 2001 DS72              | 19 de febrer de 2001   | Socorro              | LINEAR                 |
| 313157               | 2001 DB73              | 19 de febrer de 2001   | Socorro              | LINEAR                 |
| 313158               | 2001 DD83              | 22 de febrer de 2001   | Kitt Peak            | Spacewatch             |
| 313159               | 2001 DZ101             | 16 de febrer de 2001   | Socorro              | LINEAR                 |
| 313160               | 2001 DF103             | 16 de febrer de 2001   | Socorro              | LINEAR                 |
| 313161               | 2001 EE17              | 14 de març de 2001     | Socorro              | LINEAR                 |
| 313162               | 2001 FS                | 16 de març de 2001     | Socorro              | LINEAR                 |
| 313163               | 2001 FX15              | 19 de març de 2001     | Anderson Mesa        | LONEOS                 |
| 313164               | 2001 FB29              | 19 de març de 2001     | Socorro              | LINEAR                 |
| 313165               | 2001 FC65              | 19 de març de 2001     | Socorro              | LINEAR                 |
| 313166               | 2001 FW66              | 19 de març de 2001     | Socorro              | LINEAR                 |
| 313167               | 2001 FT83              | 26 de març de 2001     | Kitt Peak            | Spacewatch             |
| 313168               | 2001 FU136             | 21 de març de 2001     | Anderson Mesa        | LONEOS                 |
| 313169               | 2001 FU171             | 24 de març de 2001     | Haleakala            | NEAT                   |
| 313170               | 2001 FC187             | 19 de març de 2001     | Anderson Mesa        | LONEOS                 |
| 313171               | 2001 HF68              | 27 d'abril de 2001     | Socorro              | LINEAR                 |
| 313172               | 2001 KQ23              | 17 de maig de 2001     | Socorro              | LINEAR                 |
| 313173               | 2001 ME6               | 20 de juny de 2001     | Palomar              | NEAT                   |
| 313174               | 2001 MV11              | 21 de juny de 2001     | Palomar              | NEAT                   |
| 313175               | 2001 MB15              | 28 de juny de 2001     | Anderson Mesa        | LONEOS                 |
| 313176               | 2001 MH22              | 29 de juny de 2001     | Haleakala            | NEAT                   |
| 313177               | 2001 OB3               | 19 de juliol de 2001   | Reedy Creek          | J. Broughton           |
| 313178               | 2001 OY43              | 23 de juliol de 2001   | Palomar              | NEAT                   |
| 313179               | 2001 OK44              | 23 de juliol de 2001   | Palomar              | NEAT                   |
| 313180               | 2001 OA69              | 17 de juliol de 2001   | Haleakala            | NEAT                   |
| 313181               | 2001 OD74              | 26 de juliol de 2001   | Palomar              | NEAT                   |
| 313182               | 2001 ON86              | 28 de juliol de 2001   | Haleakala            | NEAT                   |
| 313183               | 2001 OU107             | 30 de juliol de 2001   | Socorro              | LINEAR                 |
| 313184               | 2001 PZ5               | 10 d'agost de 2001     | Haleakala            | NEAT                   |
| 313185               | 2001 PC24              | 11 d'agost de 2001     | Haleakala            | NEAT                   |
| 313186               | 2001 PV30              | 10 d'agost de 2001     | Palomar              | NEAT                   |
| 313187               | 2001 QK2               | 17 d'agost de 2001     | Reedy Creek          | J. Broughton           |
| 313188               | 2001 QG44              | 16 d'agost de 2001     | Socorro              | LINEAR                 |
| 313189               | 2001 QR91              | 19 d'agost de 2001     | Socorro              | LINEAR                 |
| 313190               | 2001 QA92              | 19 d'agost de 2001     | Socorro              | LINEAR                 |
| 313191               | 2001 QE103             | 19 d'agost de 2001     | Socorro              | LINEAR                 |
| 313192               | 2001 QT113             | 25 d'agost de 2001     | Ondrejov             | P. Kusnirak, P. Pravec |
| 313193               | 2001 QO115             | 17 d'agost de 2001     | Socorro              | LINEAR                 |
| 313194               | 2001 QR115             | 17 d'agost de 2001     | Socorro              | LINEAR                 |
| 313195               | 2001 QH158             | 23 d'agost de 2001     | Anderson Mesa        | LONEOS                 |
| 313196               | 2001 QK173             | 25 d'agost de 2001     | Socorro              | LINEAR                 |
| 313197               | 2001 QU187             | 21 d'agost de 2001     | Haleakala            | NEAT                   |
| 313198               | 2001 QV202             | 23 d'agost de 2001     | Anderson Mesa        | LONEOS                 |
| 313199               | 2001 QV206             | 23 d'agost de 2001     | Anderson Mesa        | LONEOS                 |
| 313200               | 2001 QH217             | 23 d'agost de 2001     | Anderson Mesa        | LONEOS                 |

## 313201-313300
| Nom    | Designació provisional | Data de descobriment   | Lloc de descobriment | Descobridor/s            |
| ------ | ---------------------- | ---------------------- | -------------------- | ------------------------ |
| 313201 | 2001 QU230             | 24 d'agost de 2001     | Anderson Mesa        | LONEOS                   |
| 313202 | 2001 RV                | 7 de setembre de 2001  | Goodricke-Pigott     | R. A. Tucker             |
| 313203 | 2001 RC7               | 10 de setembre de 2001 | Desert Eagle         | W. K. Y. Yeung           |
| 313204 | 2001 RW49              | 10 de setembre de 2001 | Socorro              | LINEAR                   |
| 313205 | 2001 RU50              | 11 de setembre de 2001 | Socorro              | LINEAR                   |
| 313206 | 2001 RS52              | 12 de setembre de 2001 | Socorro              | LINEAR                   |
| 313207 | 2001 RW82              | 11 de setembre de 2001 | Anderson Mesa        | LONEOS                   |
| 313208 | 2001 RR96              | 12 de setembre de 2001 | Kitt Peak            | Spacewatch               |
| 313209 | 2001 RT152             | 11 de setembre de 2001 | Anderson Mesa        | LONEOS                   |
| 313210 | 2001 SW1               | 17 de setembre de 2001 | Desert Eagle         | W. K. Y. Yeung           |
| 313211 | 2001 SM41              | 16 de setembre de 2001 | Socorro              | LINEAR                   |
| 313212 | 2001 SY98              | 20 de setembre de 2001 | Socorro              | LINEAR                   |
| 313213 | 2001 SD137             | 16 de setembre de 2001 | Socorro              | LINEAR                   |
| 313214 | 2001 SX143             | 16 de setembre de 2001 | Socorro              | LINEAR                   |
| 313215 | 2001 SB193             | 19 de setembre de 2001 | Socorro              | LINEAR                   |
| 313216 | 2001 SA222             | 19 de setembre de 2001 | Socorro              | LINEAR                   |
| 313217 | 2001 SH233             | 19 de setembre de 2001 | Socorro              | LINEAR                   |
| 313218 | 2001 SF250             | 19 de setembre de 2001 | Socorro              | LINEAR                   |
| 313219 | 2001 SU271             | 20 de setembre de 2001 | Socorro              | LINEAR                   |
| 313220 | 2001 SC284             | 22 de setembre de 2001 | Kitt Peak            | Spacewatch               |
| 313221 | 2001 SS306             | 20 de setembre de 2001 | Socorro              | LINEAR                   |
| 313222 | 2001 SF338             | 20 de setembre de 2001 | Socorro              | LINEAR                   |
| 313223 | 2001 SZ341             | 21 de setembre de 2001 | Palomar              | NEAT                     |
| 313224 | 2001 SK344             | 17 d'agost de 2001     | Socorro              | LINEAR                   |
| 313225 | 2001 TG60              | 13 d'octubre de 2001   | Socorro              | LINEAR                   |
| 313226 | 2001 TY82              | 14 d'octubre de 2001   | Socorro              | LINEAR                   |
| 313227 | 2001 TW108             | 14 d'octubre de 2001   | Socorro              | LINEAR                   |
| 313228 | 2001 TM121             | 15 d'octubre de 2001   | Socorro              | LINEAR                   |
| 313229 | 2001 TJ152             | 10 d'octubre de 2001   | Palomar              | NEAT                     |
| 313230 | 2001 TJ189             | 14 d'octubre de 2001   | Socorro              | LINEAR                   |
| 313231 | 2001 TN203             | 11 d'octubre de 2001   | Socorro              | LINEAR                   |
| 313232 | 2001 TL211             | 13 d'octubre de 2001   | Palomar              | NEAT                     |
| 313233 | 2001 TG236             | 15 d'octubre de 2001   | Palomar              | NEAT                     |
| 313234 | 2001 TD241             | 15 d'octubre de 2001   | Kitt Peak            | Spacewatch               |
| 313235 | 2001 TN244             | 14 d'octubre de 2001   | Apache Point         | Sloan Digital Sky Survey |
| 313236 | 2001 TB259             | 10 d'octubre de 2001   | Palomar              | NEAT                     |
| 313237 | 2001 TJ260             | 14 d'octubre de 2001   | Apache Point         | Sloan Digital Sky Survey |
| 313238 | 2001 UF9               | 17 d'octubre de 2001   | Socorro              | LINEAR                   |
| 313239 | 2001 UY30              | 16 d'octubre de 2001   | Socorro              | LINEAR                   |
| 313240 | 2001 US37              | 17 d'octubre de 2001   | Socorro              | LINEAR                   |
| 313241 | 2001 UC46              | 17 d'octubre de 2001   | Socorro              | LINEAR                   |
| 313242 | 2001 UM67              | 20 d'octubre de 2001   | Socorro              | LINEAR                   |
| 313243 | 2001 UZ72              | 16 d'octubre de 2001   | Socorro              | LINEAR                   |
| 313244 | 2001 UW88              | 16 d'octubre de 2001   | Palomar              | NEAT                     |
| 313245 | 2001 UH98              | 17 d'octubre de 2001   | Socorro              | LINEAR                   |
| 313246 | 2001 UN138             | 15 d'octubre de 2001   | Kitt Peak            | Spacewatch               |
| 313247 | 2001 UO138             | 23 d'octubre de 2001   | Socorro              | LINEAR                   |
| 313248 | 2001 UR144             | 23 d'octubre de 2001   | Socorro              | LINEAR                   |
| 313249 | 2001 UC202             | 19 d'octubre de 2001   | Palomar              | NEAT                     |
| 313250 | 2001 UQ202             | 19 d'octubre de 2001   | Palomar              | NEAT                     |
| 313251 | 2001 UE224             | 26 d'octubre de 2001   | Palomar              | NEAT                     |
| 313252 | 2001 VS28              | 9 de novembre de 2001  | Socorro              | LINEAR                   |
| 313253 | 2001 VS89              | 12 de novembre de 2001 | Socorro              | LINEAR                   |
| 313254 | 2001 VP101             | 12 de novembre de 2001 | Socorro              | LINEAR                   |
| 313255 | 2001 VM106             | 12 de novembre de 2001 | Socorro              | LINEAR                   |
| 313256 | 2001 VX126             | 11 de novembre de 2001 | Apache Point         | Sloan Digital Sky Survey |
| 313257 | 2001 VJ133             | 11 de novembre de 2001 | Apache Point         | Sloan Digital Sky Survey |
| 313258 | 2001 WK18              | 17 de novembre de 2001 | Socorro              | LINEAR                   |
| 313259 | 2001 WX61              | 19 de novembre de 2001 | Socorro              | LINEAR                   |
| 313260 | 2001 WZ90              | 21 de novembre de 2001 | Socorro              | LINEAR                   |
| 313261 | 2001 XP12              | 9 de desembre de 2001  | Socorro              | LINEAR                   |
| 313262 | 2001 XF33              | 10 de desembre de 2001 | Kitt Peak            | Spacewatch               |
| 313263 | 2001 XD69              | 11 de desembre de 2001 | Socorro              | LINEAR                   |
| 313264 | 2001 XK123             | 14 de desembre de 2001 | Socorro              | LINEAR                   |
| 313265 | 2001 XC125             | 14 de desembre de 2001 | Socorro              | LINEAR                   |
| 313266 | 2001 XG174             | 14 de desembre de 2001 | Socorro              | LINEAR                   |
| 313267 | 2001 XN218             | 15 de desembre de 2001 | Socorro              | LINEAR                   |
| 313268 | 2001 XR236             | 15 de desembre de 2001 | Socorro              | LINEAR                   |
| 313269 | 2001 YF                | 17 de desembre de 2001 | Palomar              | NEAT                     |
| 313270 | 2001 YL12              | 17 de desembre de 2001 | Socorro              | LINEAR                   |
| 313271 | 2001 YF63              | 18 de desembre de 2001 | Socorro              | LINEAR                   |
| 313272 | 2001 YM87              | 18 de desembre de 2001 | Socorro              | LINEAR                   |
| 313273 | 2001 YY94              | 17 de desembre de 2001 | Palomar              | NEAT                     |
| 313274 | 2001 YW154             | 19 de desembre de 2001 | Palomar              | NEAT                     |
| 313275 | 2001 YJ162             | 15 de gener de 2007    | Catalina             | CSS                      |
| 313276 | 2002 AX1               | 6 de gener de 2002     | Socorro              | LINEAR                   |
| 313277 | 2002 AN24              | 8 de gener de 2002     | Palomar              | NEAT                     |
| 313278 | 2002 AL34              | 12 de gener de 2002    | Kitt Peak            | Spacewatch               |
| 313279 | 2002 AF110             | 9 de gener de 2002     | Socorro              | LINEAR                   |
| 313280 | 2002 AK112             | 9 de gener de 2002     | Socorro              | LINEAR                   |
| 313281 | 2002 AR170             | 14 de gener de 2002    | Socorro              | LINEAR                   |
| 313282 | 2002 AB192             | 12 de gener de 2002    | Kitt Peak            | Spacewatch               |
| 313283 | 2002 AR206             | 13 de gener de 2002    | Apache Point         | Sloan Digital Sky Survey |
| 313284 | 2002 CO4               | 7 de febrer de 2002    | Socorro              | LINEAR                   |
| 313285 | 2002 CY19              | 4 de febrer de 2002    | Palomar              | NEAT                     |
| 313286 | 2002 CA27              | 6 de febrer de 2002    | Socorro              | LINEAR                   |
| 313287 | 2002 CL28              | 6 de febrer de 2002    | Socorro              | LINEAR                   |
| 313288 | 2002 CA34              | 6 de febrer de 2002    | Socorro              | LINEAR                   |
| 313289 | 2002 CX70              | 7 de febrer de 2002    | Socorro              | LINEAR                   |
| 313290 | 2002 CE90              | 7 de febrer de 2002    | Socorro              | LINEAR                   |
| 313291 | 2002 CB116             | 14 de febrer de 2002   | Haleakala            | NEAT                     |
| 313292 | 2002 CN119             | 7 de febrer de 2002    | Socorro              | LINEAR                   |
| 313293 | 2002 CU126             | 7 de febrer de 2002    | Socorro              | LINEAR                   |
| 313294 | 2002 CG139             | 8 de febrer de 2002    | Socorro              | LINEAR                   |
| 313295 | 2002 CY147             | 10 de febrer de 2002   | Socorro              | LINEAR                   |
| 313296 | 2002 CO161             | 8 de febrer de 2002    | Socorro              | LINEAR                   |
| 313297 | 2002 CT181             | 10 de febrer de 2002   | Socorro              | LINEAR                   |
| 313298 | 2002 CD201             | 10 de febrer de 2002   | Socorro              | LINEAR                   |
| 313299 | 2002 CM201             | 10 de febrer de 2002   | Socorro              | LINEAR                   |
| 313300 | 2002 CL209             | 10 de febrer de 2002   | Socorro              | LINEAR                   |

## 313301-313400
| Nom    | Designació provisional | Data de descobriment   | Lloc de descobriment | Descobridor/s            |
| ------ | ---------------------- | ---------------------- | -------------------- | ------------------------ |
| 313301 | 2002 CS248             | 14 de febrer de 2002   | Haleakala            | NEAT                     |
| 313302 | 2002 CQ252             | 4 de febrer de 2002    | Palomar              | NEAT                     |
| 313303 | 2002 CU269             | 7 de febrer de 2002    | Kitt Peak            | Spacewatch               |
| 313304 | 2002 CJ291             | 10 de febrer de 2002   | Socorro              | LINEAR                   |
| 313305 | 2002 CU305             | 3 de febrer de 2002    | Palomar              | NEAT                     |
| 313306 | 2002 CS306             | 7 de febrer de 2002    | Socorro              | LINEAR                   |
| 313307 | 2002 CQ310             | 7 de febrer de 2002    | Palomar              | NEAT                     |
| 313308 | 2002 DF18              | 20 de febrer de 2002   | Socorro              | LINEAR                   |
| 313309 | 2002 EH8               | 12 de març de 2002     | Kitt Peak            | Spacewatch               |
| 313310 | 2002 EW10              | 14 de març de 2002     | Socorro              | LINEAR                   |
| 313311 | 2002 EG21              | 10 de març de 2002     | Palomar              | NEAT                     |
| 313312 | 2002 EL38              | 12 de març de 2002     | Kitt Peak            | Spacewatch               |
| 313313 | 2002 EW39              | 9 de març de 2002      | Socorro              | LINEAR                   |
| 313314 | 2002 EM43              | 12 de març de 2002     | Socorro              | LINEAR                   |
| 313315 | 2002 EX49              | 12 de març de 2002     | Palomar              | NEAT                     |
| 313316 | 2002 EZ53              | 13 de març de 2002     | Socorro              | LINEAR                   |
| 313317 | 2002 EC63              | 13 de març de 2002     | Socorro              | LINEAR                   |
| 313318 | 2002 EY64              | 13 de març de 2002     | Socorro              | LINEAR                   |
| 313319 | 2002 EW80              | 13 de març de 2002     | Palomar              | NEAT                     |
| 313320 | 2002 ET120             | 11 de març de 2002     | Kitt Peak            | Spacewatch               |
| 313321 | 2002 EA124             | 12 de març de 2002     | Kitt Peak            | Spacewatch               |
| 313322 | 2002 EC144             | 13 de març de 2002     | Kitt Peak            | Spacewatch               |
| 313323 | 2002 EJ152             | 15 de març de 2002     | Palomar              | NEAT                     |
| 313324 | 2002 EQ158             | 5 de març de 2002      | Apache Point         | Sloan Digital Sky Survey |
| 313325 | 2002 EF162             | 13 de març de 2002     | Kitt Peak            | Spacewatch               |
| 313326 | 2002 EJ162             | 15 de març de 2002     | Palomar              | NEAT                     |
| 313327 | 2002 ET162             | 13 de març de 2002     | Palomar              | NEAT                     |
| 313328 | 2002 FE4               | 20 de març de 2002     | Desert Eagle         | W. K. Y. Yeung           |
| 313329 | 2002 FH5               | 20 de març de 2002     | Socorro              | LINEAR                   |
| 313330 | 2002 FY15              | 16 de març de 2002     | Haleakala            | NEAT                     |
| 313331 | 2002 FR24              | 19 de març de 2002     | Anderson Mesa        | LONEOS                   |
| 313332 | 2002 FA36              | 21 de març de 2002     | Socorro              | LINEAR                   |
| 313333 | 2002 FU41              | 19 de març de 2002     | Haleakala            | NEAT                     |
| 313334 | 2002 GA2               | 4 d'abril de 2002      | Socorro              | LINEAR                   |
| 313335 | 2002 GJ4               | 9 d'abril de 2002      | Socorro              | LINEAR                   |
| 313336 | 2002 GC26              | 12 d'abril de 2002     | Palomar              | NEAT                     |
| 313337 | 2002 GN35              | 17 de març de 2002     | Kitt Peak            | Spacewatch               |
| 313338 | 2002 GJ38              | 2 d'abril de 2002      | Kitt Peak            | Spacewatch               |
| 313339 | 2002 GE45              | 4 d'abril de 2002      | Palomar              | NEAT                     |
| 313340 | 2002 GZ45              | 4 d'abril de 2002      | Palomar              | NEAT                     |
| 313341 | 2002 GE49              | 4 d'abril de 2002      | Palomar              | NEAT                     |
| 313342 | 2002 GH69              | 8 d'abril de 2002      | Palomar              | NEAT                     |
| 313343 | 2002 GG73              | 9 d'abril de 2002      | Anderson Mesa        | LONEOS                   |
| 313344 | 2002 GZ92              | 9 d'abril de 2002      | Socorro              | LINEAR                   |
| 313345 | 2002 GT100             | 10 d'abril de 2002     | Socorro              | LINEAR                   |
| 313346 | 2002 GM108             | 11 d'abril de 2002     | Palomar              | NEAT                     |
| 313347 | 2002 GU109             | 11 d'abril de 2002     | Palomar              | NEAT                     |
| 313348 | 2002 GQ110             | 10 d'abril de 2002     | Socorro              | LINEAR                   |
| 313349 | 2002 GS120             | 12 d'abril de 2002     | Palomar              | NEAT                     |
| 313350 | 2002 GK123             | 10 d'abril de 2002     | Palomar              | NEAT                     |
| 313351 | 2002 GY124             | 12 d'abril de 2002     | Kitt Peak            | Spacewatch               |
| 313352 | 2002 GX127             | 12 d'abril de 2002     | Socorro              | LINEAR                   |
| 313353 | 2002 GX133             | 12 d'abril de 2002     | Socorro              | LINEAR                   |
| 313354 | 2002 GC134             | 12 d'abril de 2002     | Socorro              | LINEAR                   |
| 313355 | 2002 GG136             | 12 d'abril de 2002     | Socorro              | LINEAR                   |
| 313356 | 2002 GS145             | 12 d'abril de 2002     | Socorro              | LINEAR                   |
| 313357 | 2002 GU146             | 13 d'abril de 2002     | Palomar              | NEAT                     |
| 313358 | 2002 GP153             | 12 d'abril de 2002     | Palomar              | NEAT                     |
| 313359 | 2002 GA176             | 11 d'abril de 2002     | Socorro              | LINEAR                   |
| 313360 | 2002 GV179             | 4 d'abril de 2002      | Palomar              | NEAT                     |
| 313361 | 2002 GT183             | 9 d'abril de 2002      | Palomar              | NEAT                     |
| 313362 | 2002 GE184             | 14 d'abril de 2002     | Palomar              | NEAT                     |
| 313363 | 2002 GM190             | 18 de desembre de 2004 | Mount Lemmon         | Mt. Lemmon Survey        |
| 313364 | 2002 GS190             | 20 de desembre de 2004 | Mount Lemmon         | Mt. Lemmon Survey        |
| 313365 | 2002 HD13              | 22 d'abril de 2002     | Socorro              | LINEAR                   |
| 313366 | 2002 JE24              | 8 de maig de 2002      | Socorro              | LINEAR                   |
| 313367 | 2002 JL27              | 8 de maig de 2002      | Socorro              | LINEAR                   |
| 313368 | 2002 JL30              | 9 de maig de 2002      | Socorro              | LINEAR                   |
| 313369 | 2002 JM34              | 9 de maig de 2002      | Socorro              | LINEAR                   |
| 313370 | 2002 JW67              | 9 de maig de 2002      | Socorro              | LINEAR                   |
| 313371 | 2002 JD98              | 8 de maig de 2002      | Socorro              | LINEAR                   |
| 313372 | 2002 JJ100             | 6 de maig de 2002      | Socorro              | LINEAR                   |
| 313373 | 2002 JN120             | 5 de maig de 2002      | Palomar              | NEAT                     |
| 313374 | 2002 JH144             | 13 de maig de 2002     | Palomar              | NEAT                     |
| 313375 | 2002 JM145             | 14 de maig de 2002     | Palomar              | NEAT                     |
| 313376 | 2002 JS150             | 4 de març de 2005      | Mount Lemmon         | Mt. Lemmon Survey        |
| 313377 | 2002 KK2               | 16 de maig de 2002     | Haleakala            | NEAT                     |
| 313378 | 2002 KT13              | 19 de maig de 2002     | Palomar              | NEAT                     |
| 313379 | 2002 KP16              | 5 de desembre de 2007  | Kitt Peak            | Spacewatch               |
| 313380 | 2002 LE16              | 6 de juny de 2002      | Socorro              | LINEAR                   |
| 313381 | 2002 LG25              | 3 de juny de 2002      | Socorro              | LINEAR                   |
| 313382 | 2002 LG33              | 4 de juny de 2002      | Anderson Mesa        | LONEOS                   |
| 313383 | 2002 LS49              | 8 de juny de 2002      | Palomar              | NEAT                     |
| 313384 | 2002 LP60              | 12 de juny de 2002     | Palomar              | M. Meyer                 |
| 313385 | 2002 NZ20              | 9 de juliol de 2002    | Socorro              | LINEAR                   |
| 313386 | 2002 NG22              | 9 de juliol de 2002    | Socorro              | LINEAR                   |
| 313387 | 2002 ND42              | 14 de juliol de 2002   | Palomar              | NEAT                     |
| 313388 | 2002 NU54              | 5 de juliol de 2002    | Palomar              | NEAT                     |
| 313389 | 2002 NZ59              | 14 de juliol de 2002   | Palomar              | NEAT                     |
| 313390 | 2002 NS62              | 5 de juliol de 2002    | Palomar              | NEAT                     |
| 313391 | 2002 NL64              | 2 de juliol de 2002    | Palomar              | NEAT                     |
| 313392 | 2002 NG68              | 12 de juliol de 2002   | Palomar              | NEAT                     |
| 313393 | 2002 NQ71              | 9 de juliol de 2002    | Palomar              | NEAT                     |
| 313394 | 2002 NK73              | 5 de juliol de 2002    | Palomar              | NEAT                     |
| 313395 | 2002 NP73              | 6 de juliol de 2002    | Palomar              | NEAT                     |
| 313396 | 2002 ND74              | 14 de juliol de 2002   | Palomar              | NEAT                     |
| 313397 | 2002 NH76              | 8 de maig de 2005      | Kitt Peak            | Spacewatch               |
| 313398 | 2002 NG77              | 31 de desembre de 2007 | Mount Lemmon         | Mt. Lemmon Survey        |
| 313399 | 2002 PW19              | 6 d'agost de 2002      | Palomar              | NEAT                     |
| 313400 | 2002 PO53              | 8 d'agost de 2002      | Palomar              | NEAT                     |

## 313401-313500
| Nom    | Designació provisional | Data de descobriment   | Lloc de descobriment | Descobridor/s            |
| ------ | ---------------------- | ---------------------- | -------------------- | ------------------------ |
| 313401 | 2002 PQ70              | 11 d'agost de 2002     | Socorro              | LINEAR                   |
| 313402 | 2002 PU75              | 8 d'agost de 2002      | Palomar              | NEAT                     |
| 313403 | 2002 PF80              | 11 d'agost de 2002     | Palomar              | NEAT                     |
| 313404 | 2002 PG101             | 12 d'agost de 2002     | Socorro              | LINEAR                   |
| 313405 | 2002 PC105             | 12 d'agost de 2002     | Socorro              | LINEAR                   |
| 313406 | 2002 PP128             | 14 d'agost de 2002     | Socorro              | LINEAR                   |
| 313407 | 2002 PA130             | 15 d'agost de 2002     | Socorro              | LINEAR                   |
| 313408 | 2002 PU138             | 11 d'agost de 2002     | Palomar              | NEAT                     |
| 313409 | 2002 PN155             | 8 d'agost de 2002      | Palomar              | S. F. Hoenig             |
| 313410 | 2002 PL159             | 8 d'agost de 2002      | Palomar              | S. F. Hoenig             |
| 313411 | 2002 PE171             | 7 d'agost de 2002      | Palomar              | NEAT                     |
| 313412 | 2002 PY173             | 8 d'agost de 2002      | Palomar              | NEAT                     |
| 313413 | 2002 PK175             | 7 d'agost de 2002      | Palomar              | NEAT                     |
| 313414 | 2002 PN177             | 8 d'agost de 2002      | Palomar              | NEAT                     |
| 313415 | 2002 PU179             | 8 d'agost de 2002      | Palomar              | NEAT                     |
| 313416 | 2002 PB180             | 8 d'agost de 2002      | Palomar              | NEAT                     |
| 313417 | 2002 PJ197             | 26 de maig de 2006     | Mount Lemmon         | Mt. Lemmon Survey        |
| 313418 | 2002 QE5               | 16 d'agost de 2002     | Palomar              | NEAT                     |
| 313419 | 2002 QL22              | 8 d'agost de 2002      | Palomar              | NEAT                     |
| 313420 | 2002 QK35              | 29 d'agost de 2002     | Palomar              | NEAT                     |
| 313421 | 2002 QP42              | 30 d'agost de 2002     | Palomar              | NEAT                     |
| 313422 | 2002 QK48              | 29 d'agost de 2002     | Palomar              | S. F. Hoenig             |
| 313423 | 2002 QR49              | 29 d'agost de 2002     | Palomar              | R. Matson                |
| 313424 | 2002 QO53              | 29 d'agost de 2002     | Palomar              | S. F. Hoenig             |
| 313425 | 2002 QT54              | 29 d'agost de 2002     | Palomar              | S. F. Hoenig             |
| 313426 | 2002 QO72              | 18 d'agost de 2002     | Palomar              | NEAT                     |
| 313427 | 2002 QL75              | 30 d'agost de 2002     | Palomar              | NEAT                     |
| 313428 | 2002 QR79              | 17 d'agost de 2002     | Palomar              | NEAT                     |
| 313429 | 2002 QZ81              | 17 d'agost de 2002     | Palomar              | NEAT                     |
| 313430 | 2002 QK86              | 17 d'agost de 2002     | Palomar              | NEAT                     |
| 313431 | 2002 QX97              | 18 d'agost de 2002     | Palomar              | NEAT                     |
| 313432 | 2002 QC116             | 18 d'agost de 2002     | Palomar              | NEAT                     |
| 313433 | 2002 QL126             | 17 d'agost de 2002     | Palomar              | NEAT                     |
| 313434 | 2002 QL146             | 23 de juliol de 2002   | Palomar              | NEAT                     |
| 313435 | 2002 RC3               | 4 de setembre de 2002  | Anderson Mesa        | LONEOS                   |
| 313436 | 2002 RU5               | 3 de setembre de 2002  | Palomar              | NEAT                     |
| 313437 | 2002 RM8               | 3 de setembre de 2002  | Haleakala            | NEAT                     |
| 313438 | 2002 RA14              | 4 de setembre de 2002  | Anderson Mesa        | LONEOS                   |
| 313439 | 2002 RH42              | 5 de setembre de 2002  | Socorro              | LINEAR                   |
| 313440 | 2002 RL91              | 5 de setembre de 2002  | Socorro              | LINEAR                   |
| 313441 | 2002 RJ105             | 5 de setembre de 2002  | Socorro              | LINEAR                   |
| 313442 | 2002 RM143             | 11 de setembre de 2002 | Palomar              | NEAT                     |
| 313443 | 2002 RK156             | 11 de setembre de 2002 | Palomar              | NEAT                     |
| 313444 | 2002 RS163             | 12 de setembre de 2002 | Palomar              | NEAT                     |
| 313445 | 2002 RQ176             | 13 de setembre de 2002 | Palomar              | NEAT                     |
| 313446 | 2002 RA178             | 13 de setembre de 2002 | Palomar              | NEAT                     |
| 313447 | 2002 RL183             | 11 de setembre de 2002 | Palomar              | NEAT                     |
| 313448 | 2002 RC186             | 12 de setembre de 2002 | Palomar              | NEAT                     |
| 313449 | 2002 RN191             | 12 de setembre de 2002 | Palomar              | NEAT                     |
| 313450 | 2002 RJ218             | 14 de setembre de 2002 | Haleakala            | NEAT                     |
| 313451 | 2002 RN223             | 13 de setembre de 2002 | Haleakala            | NEAT                     |
| 313452 | 2002 RF254             | 14 de setembre de 2002 | Palomar              | NEAT                     |
| 313453 | 2002 RV264             | 13 de setembre de 2002 | Palomar              | NEAT                     |
| 313454 | 2002 RH266             | 15 de setembre de 2002 | Palomar              | NEAT                     |
| 313455 | 2002 SE1               | 26 de setembre de 2002 | Palomar              | NEAT                     |
| 313456 | 2002 SF8               | 27 de setembre de 2002 | Palomar              | NEAT                     |
| 313457 | 2002 SW28              | 28 de setembre de 2002 | Haleakala            | NEAT                     |
| 313458 | 2002 SG35              | 29 de setembre de 2002 | Haleakala            | NEAT                     |
| 313459 | 2002 SB37              | 29 de setembre de 2002 | Kitt Peak            | Spacewatch               |
| 313460 | 2002 SC38              | 30 de setembre de 2002 | Socorro              | LINEAR                   |
| 313461 | 2002 SZ46              | 29 de setembre de 2002 | Haleakala            | NEAT                     |
| 313462 | 2002 SQ71              | 17 de setembre de 2002 | Palomar              | NEAT                     |
| 313463 | 2002 TH3               | 1 d'octubre de 2002    | Anderson Mesa        | LONEOS                   |
| 313464 | 2002 TT4               | 1 d'octubre de 2002    | Socorro              | LINEAR                   |
| 313465 | 2002 TH36              | 2 d'octubre de 2002    | Socorro              | LINEAR                   |
| 313466 | 2002 TC55              | 2 d'octubre de 2002    | Socorro              | LINEAR                   |
| 313467 | 2002 TZ83              | 2 d'octubre de 2002    | Haleakala            | NEAT                     |
| 313468 | 2002 TL92              | 3 d'octubre de 2002    | Socorro              | LINEAR                   |
| 313469 | 2002 TZ92              | 2 d'octubre de 2002    | Socorro              | LINEAR                   |
| 313470 | 2002 TT113             | 3 d'octubre de 2002    | Palomar              | NEAT                     |
| 313471 | 2002 TT120             | 3 d'octubre de 2002    | Palomar              | NEAT                     |
| 313472 | 2002 TW132             | 4 d'octubre de 2002    | Palomar              | NEAT                     |
| 313473 | 2002 TG153             | 5 d'octubre de 2002    | Palomar              | NEAT                     |
| 313474 | 2002 TD160             | 5 d'octubre de 2002    | Palomar              | NEAT                     |
| 313475 | 2002 TV163             | 5 d'octubre de 2002    | Palomar              | NEAT                     |
| 313476 | 2002 TH179             | 13 d'octubre de 2002   | Palomar              | NEAT                     |
| 313477 | 2002 TA180             | 14 d'octubre de 2002   | Socorro              | LINEAR                   |
| 313478 | 2002 TY202             | 4 d'octubre de 2002    | Socorro              | LINEAR                   |
| 313479 | 2002 TZ208             | 5 d'octubre de 2002    | Socorro              | LINEAR                   |
| 313480 | 2002 TO216             | 6 d'octubre de 2002    | Palomar              | NEAT                     |
| 313481 | 2002 TD246             | 9 d'octubre de 2002    | Anderson Mesa        | LONEOS                   |
| 313482 | 2002 TG254             | 9 d'octubre de 2002    | Anderson Mesa        | LONEOS                   |
| 313483 | 2002 TB265             | 10 d'octubre de 2002   | Socorro              | LINEAR                   |
| 313484 | 2002 TM271             | 9 d'octubre de 2002    | Socorro              | LINEAR                   |
| 313485 | 2002 TH299             | 13 d'octubre de 2002   | Kitt Peak            | Spacewatch               |
| 313486 | 2002 TW325             | 5 d'octubre de 2002    | Apache Point         | Sloan Digital Sky Survey |
| 313487 | 2002 TE359             | 10 d'octubre de 2002   | Apache Point         | Sloan Digital Sky Survey |
| 313488 | 2002 TP362             | 10 d'octubre de 2002   | Apache Point         | Sloan Digital Sky Survey |
| 313489 | 2002 TA370             | 10 d'octubre de 2002   | Apache Point         | Sloan Digital Sky Survey |
| 313490 | 2002 TD372             | 10 d'octubre de 2002   | Apache Point         | Sloan Digital Sky Survey |
| 313491 | 2002 UN55              | 29 d'octubre de 2002   | Apache Point         | Sloan Digital Sky Survey |
| 313492 | 2002 VT2               | 2 de novembre de 2002  | Haleakala            | NEAT                     |
| 313493 | 2002 VM10              | 1 de novembre de 2002  | Palomar              | NEAT                     |
| 313494 | 2002 VB29              | 5 de novembre de 2002  | Anderson Mesa        | LONEOS                   |
| 313495 | 2002 VD30              | 5 de novembre de 2002  | Socorro              | LINEAR                   |
| 313496 | 2002 VR37              | 4 de novembre de 2002  | Haleakala            | NEAT                     |
| 313497 | 2002 VC39              | 5 de novembre de 2002  | Socorro              | LINEAR                   |
| 313498 | 2002 VP40              | 6 de novembre de 2002  | Socorro              | LINEAR                   |
| 313499 | 2002 VY41              | 5 de novembre de 2002  | Palomar              | NEAT                     |
| 313500 | 2002 VV60              | 4 de novembre de 2002  | Palomar              | NEAT                     |

## 313501-313600
| Nom    | Designació provisional | Data de descobriment   | Lloc de descobriment | Descobridor/s          |
| ------ | ---------------------- | ---------------------- | -------------------- | ---------------------- |
| 313501 | 2002 VS65              | 7 de novembre de 2002  | Socorro              | LINEAR                 |
| 313502 | 2002 VQ83              | 7 de novembre de 2002  | Socorro              | LINEAR                 |
| 313503 | 2002 VF100             | 11 de novembre de 2002 | Socorro              | LINEAR                 |
| 313504 | 2002 VO115             | 11 de novembre de 2002 | Kingsnake            | J. V. McClusky         |
| 313505 | 2002 VE116             | 12 de novembre de 2002 | Anderson Mesa        | LONEOS                 |
| 313506 | 2002 VJ116             | 12 de novembre de 2002 | Socorro              | LINEAR                 |
| 313507 | 2002 VV120             | 12 de novembre de 2002 | Palomar              | NEAT                   |
| 313508 | 2002 VJ127             | 15 de novembre de 2002 | Palomar              | NEAT                   |
| 313509 | 2002 VZ138             | 14 de novembre de 2002 | Palomar              | NEAT                   |
| 313510 | 2002 VH139             | 6 de novembre de 2002  | Socorro              | LINEAR                 |
| 313511 | 2002 VR139             | 13 de novembre de 2002 | Palomar              | NEAT                   |
| 313512 | 2002 VN141             | 6 de novembre de 2002  | Palomar              | NEAT                   |
| 313513 | 2002 VZ147             | 2 d'abril de 2005      | Kitt Peak            | Spacewatch             |
| 313514 | 2002 WJ5               | 24 de novembre de 2002 | Palomar              | NEAT                   |
| 313515 | 2002 WZ6               | 24 de novembre de 2002 | Palomar              | NEAT                   |
| 313516 | 2002 WE18              | 30 de novembre de 2002 | Socorro              | LINEAR                 |
| 313517 | 2002 WR27              | 24 de novembre de 2002 | Palomar              | NEAT                   |
| 313518 | 2002 XP1               | 1 de desembre de 2002  | Socorro              | LINEAR                 |
| 313519 | 2002 XS4               | 4 de desembre de 2002  | Desert Eagle         | W. K. Y. Yeung         |
| 313520 | 2002 XO7               | 2 de desembre de 2002  | Socorro              | LINEAR                 |
| 313521 | 2002 XW11              | 3 de desembre de 2002  | Palomar              | NEAT                   |
| 313522 | 2002 XM22              | 3 de desembre de 2002  | Palomar              | NEAT                   |
| 313523 | 2002 XR26              | 3 de desembre de 2002  | Palomar              | NEAT                   |
| 313524 | 2002 XU26              | 3 de desembre de 2002  | Palomar              | NEAT                   |
| 313525 | 2002 XP31              | 6 de desembre de 2002  | Socorro              | LINEAR                 |
| 313526 | 2002 XA37              | 6 de desembre de 2002  | Socorro              | LINEAR                 |
| 313527 | 2002 XC37              | 7 de desembre de 2002  | Socorro              | LINEAR                 |
| 313528 | 2002 XK37              | 7 de desembre de 2002  | Desert Eagle         | W. K. Y. Yeung         |
| 313529 | 2002 XF38              | 6 de desembre de 2002  | Socorro              | LINEAR                 |
| 313530 | 2002 XR53              | 10 de desembre de 2002 | Palomar              | NEAT                   |
| 313531 | 2002 XN71              | 10 de desembre de 2002 | Socorro              | LINEAR                 |
| 313532 | 2002 XK79              | 11 de desembre de 2002 | Socorro              | LINEAR                 |
| 313533 | 2002 XA88              | 12 de desembre de 2002 | Palomar              | NEAT                   |
| 313534 | 2002 XN92              | 5 de desembre de 2002  | Kitt Peak            | M. W. Buie             |
| 313535 | 2002 XB117             | 7 de desembre de 2002  | Palomar              | NEAT                   |
| 313536 | 2002 XJ117             | 11 de desembre de 2002 | Palomar              | NEAT                   |
| 313537 | 2002 YY11              | 31 de desembre de 2002 | Socorro              | LINEAR                 |
| 313538 | 2002 YB12              | 31 de desembre de 2002 | Socorro              | LINEAR                 |
| 313539 | 2002 YT27              | 31 de desembre de 2002 | Socorro              | LINEAR                 |
| 313540 | 2003 AV32              | 5 de gener de 2003     | Socorro              | LINEAR                 |
| 313541 | 2003 AT57              | 5 de gener de 2003     | Socorro              | LINEAR                 |
| 313542 | 2003 AR63              | 8 de gener de 2003     | Socorro              | LINEAR                 |
| 313543 | 2003 AK77              | 5 de desembre de 2002  | Socorro              | LINEAR                 |
| 313544 | 2003 AB78              | 10 de gener de 2003    | Socorro              | LINEAR                 |
| 313545 | 2003 AO81              | 10 de gener de 2003    | Socorro              | LINEAR                 |
| 313546 | 2003 AY81              | 13 de gener de 2003    | Socorro              | LINEAR                 |
| 313547 | 2003 AC85              | 7 de gener de 2003     | Socorro              | LINEAR                 |
| 313548 | 2003 BL1               | 23 de gener de 2003    | Socorro              | LINEAR                 |
| 313549 | 2003 BD3               | 24 de gener de 2003    | La Silla             | A. Boattini, H. Scholl |
| 313550 | 2003 BT3               | 23 de gener de 2003    | La Silla             | A. Boattini, H. Scholl |
| 313551 | 2003 BV12              | 26 de gener de 2003    | Haleakala            | NEAT                   |
| 313552 | 2003 BX33              | 28 de gener de 2003    | Haleakala            | NEAT                   |
| 313553 | 2003 BL35              | 27 de gener de 2003    | Kitt Peak            | Spacewatch             |
| 313554 | 2003 BY61              | 28 de gener de 2003    | Socorro              | LINEAR                 |
| 313555 | 2003 BO67              | 27 de gener de 2003    | Anderson Mesa        | LONEOS                 |
| 313556 | 2003 BY70              | 31 de gener de 2003    | Kitt Peak            | Spacewatch             |
| 313557 | 2003 BZ71              | 28 de gener de 2003    | Socorro              | LINEAR                 |
| 313558 | 2003 BU73              | 29 de gener de 2003    | Palomar              | NEAT                   |
| 313559 | 2003 BR74              | 29 de gener de 2003    | Palomar              | NEAT                   |
| 313560 | 2003 BD75              | 29 de gener de 2003    | Palomar              | NEAT                   |
| 313561 | 2003 BE78              | 30 de gener de 2003    | Haleakala            | NEAT                   |
| 313562 | 2003 BU80              | 30 de gener de 2003    | Anderson Mesa        | LONEOS                 |
| 313563 | 2003 BL92              | 27 de gener de 2003    | Socorro              | LINEAR                 |
| 313564 | 2003 BJ93              | 29 de gener de 2003    | Palomar              | NEAT                   |
| 313565 | 2003 CU                | 7 de gener de 2003     | Socorro              | LINEAR                 |
| 313566 | 2003 CX19              | 9 de febrer de 2003    | Palomar              | NEAT                   |
| 313567 | 2003 DE                | 19 de febrer de 2003   | Haleakala            | NEAT                   |
| 313568 | 2003 DW4               | 22 de febrer de 2003   | Palomar              | NEAT                   |
| 313569 | 2003 DA6               | 22 de febrer de 2003   | Palomar              | NEAT                   |
| 313570 | 2003 DS6               | 23 de febrer de 2003   | Campo Imperatore     | CINEOS                 |
| 313571 | 2003 DG7               | 23 de febrer de 2003   | Campo Imperatore     | CINEOS                 |
| 313572 | 2003 DE15              | 26 de febrer de 2003   | Socorro              | LINEAR                 |
| 313573 | 2003 DV20              | 22 de febrer de 2003   | Palomar              | NEAT                   |
| 313574 | 2003 EO1               | 6 de març de 2003      | Socorro              | LINEAR                 |
| 313575 | 2003 ES2               | 5 de març de 2003      | Socorro              | LINEAR                 |
| 313576 | 2003 ER4               | 7 de març de 2003      | Palomar              | NEAT                   |
| 313577 | 2003 EG33              | 7 de març de 2003      | Anderson Mesa        | LONEOS                 |
| 313578 | 2003 EJ35              | 7 de març de 2003      | Socorro              | LINEAR                 |
| 313579 | 2003 ES36              | 8 de març de 2003      | Palomar              | NEAT                   |
| 313580 | 2003 EM51              | 11 de març de 2003     | Palomar              | NEAT                   |
| 313581 | 2003 FJ3               | 24 de març de 2003     | Socorro              | LINEAR                 |
| 313582 | 2003 FJ25              | 24 de març de 2003     | Kitt Peak            | Spacewatch             |
| 313583 | 2003 FW26              | 24 de març de 2003     | Kitt Peak            | Spacewatch             |
| 313584 | 2003 FS33              | 23 de març de 2003     | Kitt Peak            | Spacewatch             |
| 313585 | 2003 FK44              | 23 de març de 2003     | Kitt Peak            | Spacewatch             |
| 313586 | 2003 FW88              | 29 de març de 2003     | Kitt Peak            | Spacewatch             |
| 313587 | 2003 FE106             | 26 de març de 2003     | Palomar              | NEAT                   |
| 313588 | 2003 GX40              | 9 d'abril de 2003      | Palomar              | NEAT                   |
| 313589 | 2003 HL51              | 29 d'abril de 2003     | Haleakala            | NEAT                   |
| 313590 | 2003 KE7               | 23 de maig de 2003     | Kitt Peak            | Spacewatch             |
| 313591 | 2003 MB7               | 28 de juny de 2003     | Socorro              | LINEAR                 |
| 313592 | 2003 NH1               | 2 de juliol de 2003    | Socorro              | LINEAR                 |
| 313593 | 2003 NQ4               | 4 de juliol de 2003    | Socorro              | LINEAR                 |
| 313594 | 2003 NB7               | 6 de juliol de 2003    | Reedy Creek          | J. Broughton           |
| 313595 | 2003 NC13              | 7 de juliol de 2003    | Kitt Peak            | Spacewatch             |
| 313596 | 2003 OB8               | 25 de juliol de 2003   | Reedy Creek          | J. Broughton           |
| 313597 | 2003 ON8               | 26 de juliol de 2003   | Reedy Creek          | J. Broughton           |
| 313598 | 2003 OU10              | 27 de juliol de 2003   | Reedy Creek          | J. Broughton           |
| 313599 | 2003 OF20              | 30 de juliol de 2003   | Campo Imperatore     | CINEOS                 |
| 313600 | 2003 OV28              | 24 de juliol de 2003   | Palomar              | NEAT                   |

## 313601-313700
| Nom    | Designació provisional | Data de descobriment   | Lloc de descobriment | Descobridor/s            |
| ------ | ---------------------- | ---------------------- | -------------------- | ------------------------ |
| 313601 | 2003 OL33              | 24 de juliol de 2003   | Palomar              | NEAT                     |
| 313602 | 2003 PS                | 1 d'agost de 2003      | Socorro              | LINEAR                   |
| 313603 | 2003 QT3               | 17 d'agost de 2003     | Haleakala            | NEAT                     |
| 313604 | 2003 QT21              | 22 d'agost de 2003     | Palomar              | NEAT                     |
| 313605 | 2003 QG25              | 22 d'agost de 2003     | Palomar              | NEAT                     |
| 313606 | 2003 QB27              | 22 d'agost de 2003     | Campo Imperatore     | CINEOS                   |
| 313607 | 2003 QL30              | 24 d'agost de 2003     | Reedy Creek          | J. Broughton             |
| 313608 | 2003 QT35              | 22 d'agost de 2003     | Palomar              | NEAT                     |
| 313609 | 2003 QH38              | 22 d'agost de 2003     | Socorro              | LINEAR                   |
| 313610 | 2003 QD44              | 22 d'agost de 2003     | Haleakala            | NEAT                     |
| 313611 | 2003 QK58              | 23 d'agost de 2003     | Palomar              | NEAT                     |
| 313612 | 2003 QR58              | 23 d'agost de 2003     | Palomar              | NEAT                     |
| 313613 | 2003 QP62              | 23 d'agost de 2003     | Socorro              | LINEAR                   |
| 313614 | 2003 QX65              | 25 d'agost de 2003     | Socorro              | LINEAR                   |
| 313615 | 2003 QZ74              | 24 d'agost de 2003     | Socorro              | LINEAR                   |
| 313616 | 2003 QT76              | 24 d'agost de 2003     | Socorro              | LINEAR                   |
| 313617 | 2003 QC87              | 25 d'agost de 2003     | Socorro              | LINEAR                   |
| 313618 | 2003 QU94              | 29 d'agost de 2003     | Socorro              | LINEAR                   |
| 313619 | 2003 QE107             | 31 d'agost de 2003     | Socorro              | LINEAR                   |
| 313620 | 2003 QW108             | 31 d'agost de 2003     | Socorro              | LINEAR                   |
| 313621 | 2003 QP109             | 31 d'agost de 2003     | Socorro              | LINEAR                   |
| 313622 | 2003 QJ111             | 31 d'agost de 2003     | Socorro              | LINEAR                   |
| 313623 | 2003 RD3               | 1 de setembre de 2003  | Socorro              | LINEAR                   |
| 313624 | 2003 RZ11              | 14 de setembre de 2003 | Palomar              | NEAT                     |
| 313625 | 2003 RH14              | 15 de setembre de 2003 | Klet                 | M. Tichy                 |
| 313626 | 2003 RB17              | 15 de setembre de 2003 | Palomar              | NEAT                     |
| 313627 | 2003 RW20              | 15 de setembre de 2003 | Anderson Mesa        | LONEOS                   |
| 313628 | 2003 RC23              | 13 de setembre de 2003 | Haleakala            | NEAT                     |
| 313629 | 2003 RE23              | 13 de setembre de 2003 | Haleakala            | NEAT                     |
| 313630 | 2003 RH27              | 2 de setembre de 2003  | Socorro              | LINEAR                   |
| 313631 | 2003 ST8               | 17 de setembre de 2003 | Kitt Peak            | Spacewatch               |
| 313632 | 2003 SE11              | 17 de setembre de 2003 | Socorro              | LINEAR                   |
| 313633 | 2003 SZ13              | 17 de setembre de 2003 | Kitt Peak            | Spacewatch               |
| 313634 | 2003 SB14              | 17 de setembre de 2003 | Kitt Peak            | Spacewatch               |
| 313635 | 2003 SV31              | 18 de setembre de 2003 | Kitt Peak            | Spacewatch               |
| 313636 | 2003 SJ33              | 16 de setembre de 2003 | Anderson Mesa        | LONEOS                   |
| 313637 | 2003 SG35              | 18 de setembre de 2003 | Kitt Peak            | Spacewatch               |
| 313638 | 2003 SC40              | 16 de setembre de 2003 | Palomar              | NEAT                     |
| 313639 | 2003 SA47              | 16 de setembre de 2003 | Anderson Mesa        | LONEOS                   |
| 313640 | 2003 SL49              | 18 de setembre de 2003 | Palomar              | NEAT                     |
| 313641 | 2003 SH59              | 17 de setembre de 2003 | Anderson Mesa        | LONEOS                   |
| 313642 | 2003 SG63              | 17 de setembre de 2003 | Socorro              | LINEAR                   |
| 313643 | 2003 SW94              | 19 de setembre de 2003 | Kitt Peak            | Spacewatch               |
| 313644 | 2003 SE98              | 19 de setembre de 2003 | Kitt Peak            | Spacewatch               |
| 313645 | 2003 SC103             | 20 de setembre de 2003 | Socorro              | LINEAR                   |
| 313646 | 2003 SA120             | 17 de setembre de 2003 | Kitt Peak            | Spacewatch               |
| 313647 | 2003 SS122             | 18 de setembre de 2003 | Socorro              | LINEAR                   |
| 313648 | 2003 SW124             | 18 de setembre de 2003 | Crni Vrh             | Crni Vrh                 |
| 313649 | 2003 SP128             | 20 de setembre de 2003 | Socorro              | LINEAR                   |
| 313650 | 2003 SU133             | 18 de setembre de 2003 | Palomar              | NEAT                     |
| 313651 | 2003 SW155             | 19 de setembre de 2003 | Anderson Mesa        | LONEOS                   |
| 313652 | 2003 SC160             | 20 de setembre de 2003 | Socorro              | LINEAR                   |
| 313653 | 2003 SL164             | 20 de setembre de 2003 | Anderson Mesa        | LONEOS                   |
| 313654 | 2003 SA165             | 20 de setembre de 2003 | Anderson Mesa        | LONEOS                   |
| 313655 | 2003 SZ170             | 23 de setembre de 2003 | Uccle                | T. Pauwels               |
| 313656 | 2003 SY176             | 18 de setembre de 2003 | Palomar              | NEAT                     |
| 313657 | 2003 SP180             | 19 de setembre de 2003 | Kitt Peak            | Spacewatch               |
| 313658 | 2003 SJ181             | 20 de setembre de 2003 | Socorro              | LINEAR                   |
| 313659 | 2003 SE184             | 21 de setembre de 2003 | Kitt Peak            | Spacewatch               |
| 313660 | 2003 SO184             | 21 de setembre de 2003 | Kitt Peak            | Spacewatch               |
| 313661 | 2003 SJ188             | 22 de setembre de 2003 | Anderson Mesa        | LONEOS                   |
| 313662 | 2003 SZ189             | 24 de setembre de 2003 | Palomar              | NEAT                     |
| 313663 | 2003 SQ190             | 17 de setembre de 2003 | Kitt Peak            | Spacewatch               |
| 313664 | 2003 SP192             | 20 de setembre de 2003 | Socorro              | LINEAR                   |
| 313665 | 2003 SB193             | 20 de setembre de 2003 | Palomar              | NEAT                     |
| 313666 | 2003 SW194             | 20 de setembre de 2003 | Palomar              | NEAT                     |
| 313667 | 2003 SD196             | 20 de setembre de 2003 | Palomar              | NEAT                     |
| 313668 | 2003 SL202             | 22 de setembre de 2003 | Anderson Mesa        | LONEOS                   |
| 313669 | 2003 SP207             | 26 de setembre de 2003 | Socorro              | LINEAR                   |
| 313670 | 2003 SG208             | 23 de setembre de 2003 | Palomar              | NEAT                     |
| 313671 | 2003 SG209             | 24 de setembre de 2003 | Haleakala            | NEAT                     |
| 313672 | 2003 SO220             | 29 de setembre de 2003 | Desert Eagle         | W. K. Y. Yeung           |
| 313673 | 2003 SW223             | 30 de setembre de 2003 | Desert Eagle         | W. K. Y. Yeung           |
| 313674 | 2003 SV226             | 26 de setembre de 2003 | Socorro              | LINEAR                   |
| 313675 | 2003 SS227             | 27 de setembre de 2003 | Socorro              | LINEAR                   |
| 313676 | 2003 SF230             | 24 de setembre de 2003 | Palomar              | NEAT                     |
| 313677 | 2003 SW258             | 28 de setembre de 2003 | Socorro              | LINEAR                   |
| 313678 | 2003 SA266             | 29 de setembre de 2003 | Socorro              | LINEAR                   |
| 313679 | 2003 ST277             | 30 de setembre de 2003 | Socorro              | LINEAR                   |
| 313680 | 2003 SV287             | 30 de setembre de 2003 | Kitt Peak            | Spacewatch               |
| 313681 | 2003 SA300             | 17 de setembre de 2003 | Palomar              | NEAT                     |
| 313682 | 2003 SF300             | 17 de setembre de 2003 | Palomar              | NEAT                     |
| 313683 | 2003 SO307             | 27 de setembre de 2003 | Socorro              | LINEAR                   |
| 313684 | 2003 SV311             | 29 de setembre de 2003 | Kitt Peak            | Spacewatch               |
| 313685 | 2003 SP328             | 21 de setembre de 2003 | Anderson Mesa        | LONEOS                   |
| 313686 | 2003 SD333             | 16 de setembre de 2003 | Kitt Peak            | Spacewatch               |
| 313687 | 2003 SK344             | 17 de setembre de 2003 | Kitt Peak            | Spacewatch               |
| 313688 | 2003 SY345             | 18 de setembre de 2003 | Palomar              | NEAT                     |
| 313689 | 2003 SW371             | 26 de setembre de 2003 | Apache Point         | Sloan Digital Sky Survey |
| 313690 | 2003 SP382             | 26 de setembre de 2003 | Apache Point         | Sloan Digital Sky Survey |
| 313691 | 2003 SG405             | 27 de setembre de 2003 | Apache Point         | Sloan Digital Sky Survey |
| 313692 | 2003 TC6               | 1 d'octubre de 2003    | Anderson Mesa        | LONEOS                   |
| 313693 | 2003 TZ11              | 14 d'octubre de 2003   | Anderson Mesa        | LONEOS                   |
| 313694 | 2003 TB13              | 5 d'octubre de 2003    | Socorro              | LINEAR                   |
| 313695 | 2003 TT13              | 5 d'octubre de 2003    | Socorro              | LINEAR                   |
| 313696 | 2003 TY15              | 15 d'octubre de 2003   | Anderson Mesa        | LONEOS                   |
| 313697 | 2003 TN16              | 15 d'octubre de 2003   | Anderson Mesa        | LONEOS                   |
| 313698 | 2003 TE47              | 3 d'octubre de 2003    | Kitt Peak            | Spacewatch               |
| 313699 | 2003 TH50              | 3 d'octubre de 2003    | Haleakala            | NEAT                     |
| 313700 | 2003 TV56              | 5 d'octubre de 2003    | Kitt Peak            | Spacewatch               |

## 313701-313800
| Nom    | Designació provisional | Data de descobriment   | Lloc de descobriment | Descobridor/s            |
| ------ | ---------------------- | ---------------------- | -------------------- | ------------------------ |
| 313701 | 2003 UN3               | 16 d'octubre de 2003   | Socorro              | LINEAR                   |
| 313702 | 2003 UH23              | 22 d'octubre de 2003   | Socorro              | LINEAR                   |
| 313703 | 2003 UG24              | 21 d'octubre de 2003   | Kitt Peak            | Spacewatch               |
| 313704 | 2003 UG28              | 17 d'octubre de 2003   | Kitt Peak            | Spacewatch               |
| 313705 | 2003 UL42              | 17 d'octubre de 2003   | Kitt Peak            | Spacewatch               |
| 313706 | 2003 UN57              | 21 d'octubre de 2003   | Socorro              | LINEAR                   |
| 313707 | 2003 UT61              | 16 d'octubre de 2003   | Anderson Mesa        | LONEOS                   |
| 313708 | 2003 UE64              | 16 d'octubre de 2003   | Anderson Mesa        | LONEOS                   |
| 313709 | 2003 UU74              | 17 d'octubre de 2003   | Anderson Mesa        | LONEOS                   |
| 313710 | 2003 UW76              | 17 d'octubre de 2003   | Anderson Mesa        | LONEOS                   |
| 313711 | 2003 US83              | 17 d'octubre de 2003   | Anderson Mesa        | LONEOS                   |
| 313712 | 2003 UW88              | 19 d'octubre de 2003   | Anderson Mesa        | LONEOS                   |
| 313713 | 2003 UE94              | 18 d'octubre de 2003   | Kitt Peak            | Spacewatch               |
| 313714 | 2003 UC97              | 19 d'octubre de 2003   | Kitt Peak            | Spacewatch               |
| 313715 | 2003 UW113             | 20 d'octubre de 2003   | Socorro              | LINEAR                   |
| 313716 | 2003 UT118             | 17 d'octubre de 2003   | Kitt Peak            | Spacewatch               |
| 313717 | 2003 UA120             | 18 d'octubre de 2003   | Kitt Peak            | Spacewatch               |
| 313718 | 2003 UM123             | 19 d'octubre de 2003   | Kitt Peak            | Spacewatch               |
| 313719 | 2003 UV129             | 18 d'octubre de 2003   | Palomar              | NEAT                     |
| 313720 | 2003 UA132             | 19 d'octubre de 2003   | Palomar              | NEAT                     |
| 313721 | 2003 UU149             | 20 d'octubre de 2003   | Socorro              | LINEAR                   |
| 313722 | 2003 UL151             | 21 d'octubre de 2003   | Socorro              | LINEAR                   |
| 313723 | 2003 US151             | 21 d'octubre de 2003   | Socorro              | LINEAR                   |
| 313724 | 2003 UF152             | 21 d'octubre de 2003   | Kitt Peak            | Spacewatch               |
| 313725 | 2003 UF163             | 21 d'octubre de 2003   | Socorro              | LINEAR                   |
| 313726 | 2003 UM169             | 22 d'octubre de 2003   | Kitt Peak            | Spacewatch               |
| 313727 | 2003 UF171             | 19 d'octubre de 2003   | Kitt Peak            | Spacewatch               |
| 313728 | 2003 UH173             | 20 d'octubre de 2003   | Palomar              | NEAT                     |
| 313729 | 2003 UG174             | 21 d'octubre de 2003   | Kitt Peak            | Spacewatch               |
| 313730 | 2003 UC177             | 21 d'octubre de 2003   | Anderson Mesa        | LONEOS                   |
| 313731 | 2003 US183             | 21 d'octubre de 2003   | Palomar              | NEAT                     |
| 313732 | 2003 UV185             | 22 d'octubre de 2003   | Socorro              | LINEAR                   |
| 313733 | 2003 UJ192             | 23 d'octubre de 2003   | Anderson Mesa        | LONEOS                   |
| 313734 | 2003 UP198             | 21 d'octubre de 2003   | Kitt Peak            | Spacewatch               |
| 313735 | 2003 UC199             | 21 d'octubre de 2003   | Socorro              | LINEAR                   |
| 313736 | 2003 UE200             | 21 d'octubre de 2003   | Socorro              | LINEAR                   |
| 313737 | 2003 UK202             | 21 d'octubre de 2003   | Socorro              | LINEAR                   |
| 313738 | 2003 UF209             | 23 d'octubre de 2003   | Anderson Mesa        | LONEOS                   |
| 313739 | 2003 UQ213             | 24 d'octubre de 2003   | Socorro              | LINEAR                   |
| 313740 | 2003 UP219             | 21 d'octubre de 2003   | Kitt Peak            | Spacewatch               |
| 313741 | 2003 UX221             | 22 d'octubre de 2003   | Kitt Peak            | Spacewatch               |
| 313742 | 2003 UH230             | 23 d'octubre de 2003   | Kitt Peak            | Spacewatch               |
| 313743 | 2003 UR236             | 23 d'octubre de 2003   | Anderson Mesa        | LONEOS                   |
| 313744 | 2003 UV241             | 24 d'octubre de 2003   | Socorro              | LINEAR                   |
| 313745 | 2003 UJ243             | 24 d'octubre de 2003   | Socorro              | LINEAR                   |
| 313746 | 2003 UP244             | 24 d'octubre de 2003   | Kitt Peak            | Spacewatch               |
| 313747 | 2003 UA250             | 25 d'octubre de 2003   | Socorro              | LINEAR                   |
| 313748 | 2003 UE251             | 25 d'octubre de 2003   | Socorro              | LINEAR                   |
| 313749 | 2003 UB267             | 28 d'octubre de 2003   | Socorro              | LINEAR                   |
| 313750 | 2003 UU317             | 17 d'octubre de 2003   | Goodricke-Pigott     | R. A. Tucker             |
| 313751 | 2003 UW339             | 18 d'octubre de 2003   | Kitt Peak            | Spacewatch               |
| 313752 | 2003 UK365             | 20 d'octubre de 2003   | Kitt Peak            | Spacewatch               |
| 313753 | 2003 UW370             | 22 d'octubre de 2003   | Apache Point         | Sloan Digital Sky Survey |
| 313754 | 2003 UD405             | 23 d'octubre de 2003   | Apache Point         | Sloan Digital Sky Survey |
| 313755 | 2003 VP10              | 15 de novembre de 2003 | Kitt Peak            | Spacewatch               |
| 313756 | 2003 WA29              | 10 de gener de 1997    | Kitt Peak            | Spacewatch               |
| 313757 | 2003 WE51              | 19 de novembre de 2003 | Kitt Peak            | Spacewatch               |
| 313758 | 2003 WA59              | 18 de novembre de 2003 | Kitt Peak            | Spacewatch               |
| 313759 | 2003 WW79              | 20 de novembre de 2003 | Socorro              | LINEAR                   |
| 313760 | 2003 WG98              | 24 de novembre de 2003 | Socorro              | LINEAR                   |
| 313761 | 2003 WP113             | 20 de novembre de 2003 | Socorro              | LINEAR                   |
| 313762 | 2003 WS115             | 20 de novembre de 2003 | Socorro              | LINEAR                   |
| 313763 | 2003 WQ116             | 20 de novembre de 2003 | Socorro              | LINEAR                   |
| 313764 | 2003 WY128             | 21 de novembre de 2003 | Kitt Peak            | Spacewatch               |
| 313765 | 2003 WG145             | 21 de novembre de 2003 | Socorro              | LINEAR                   |
| 313766 | 2003 WP156             | 29 de novembre de 2003 | Kitt Peak            | Spacewatch               |
| 313767 | 2003 WZ168             | 19 de novembre de 2003 | Catalina             | CSS                      |
| 313768 | 2003 WO188             | 20 de novembre de 2003 | Socorro              | LINEAR                   |
| 313769 | 2003 XG14              | 15 de desembre de 2003 | Socorro              | LINEAR                   |
| 313770 | 2003 XG18              | 14 de desembre de 2003 | Kitt Peak            | Spacewatch               |
| 313771 | 2003 XR31              | 1 de desembre de 2003  | Kitt Peak            | Spacewatch               |
| 313772 | 2003 YU                | 17 de desembre de 2003 | Socorro              | LINEAR                   |
| 313773 | 2003 YJ1               | 17 de desembre de 2003 | Socorro              | LINEAR                   |
| 313774 | 2003 YM6               | 17 de desembre de 2003 | Socorro              | LINEAR                   |
| 313775 | 2003 YA12              | 17 de desembre de 2003 | Socorro              | LINEAR                   |
| 313776 | 2003 YN18              | 17 de desembre de 2003 | Kitt Peak            | Spacewatch               |
| 313777 | 2003 YQ19              | 17 de desembre de 2003 | Kitt Peak            | Spacewatch               |
| 313778 | 2003 YG21              | 17 de desembre de 2003 | Kitt Peak            | Spacewatch               |
| 313779 | 2003 YW24              | 18 de desembre de 2003 | Socorro              | LINEAR                   |
| 313780 | 2003 YY30              | 18 de desembre de 2003 | Socorro              | LINEAR                   |
| 313781 | 2003 YG45              | 17 de desembre de 2003 | Socorro              | LINEAR                   |
| 313782 | 2003 YQ46              | 17 de desembre de 2003 | Kitt Peak            | Spacewatch               |
| 313783 | 2003 YS49              | 18 de desembre de 2003 | Socorro              | LINEAR                   |
| 313784 | 2003 YY64              | 19 de desembre de 2003 | Socorro              | LINEAR                   |
| 313785 | 2003 YQ66              | 20 de desembre de 2003 | Socorro              | LINEAR                   |
| 313786 | 2003 YZ70              | 18 de desembre de 2003 | Socorro              | LINEAR                   |
| 313787 | 2003 YB71              | 18 de desembre de 2003 | Socorro              | LINEAR                   |
| 313788 | 2003 YX90              | 20 de desembre de 2003 | Socorro              | LINEAR                   |
| 313789 | 2003 YE97              | 19 de desembre de 2003 | Socorro              | LINEAR                   |
| 313790 | 2003 YL111             | 22 de desembre de 2003 | Goodricke-Pigott     | V. Reddy                 |
| 313791 | 2003 YO117             | 27 de desembre de 2003 | Socorro              | LINEAR                   |
| 313792 | 2003 YO141             | 28 de desembre de 2003 | Socorro              | LINEAR                   |
| 313793 | 2003 YD154             | 29 de desembre de 2003 | Socorro              | LINEAR                   |
| 313794 | 2003 YA155             | 30 de desembre de 2003 | Socorro              | LINEAR                   |
| 313795 | 2003 YH159             | 17 de desembre de 2003 | Socorro              | LINEAR                   |
| 313796 | 2003 YV168             | 18 de desembre de 2003 | Socorro              | LINEAR                   |
| 313797 | 2004 AA                | 2 de gener de 2004     | Desert Moon          | B. L. Stevens            |
| 313798 | 2004 AY4               | 12 de gener de 2004    | Palomar              | NEAT                     |
| 313799 | 2004 AD8               | 12 de gener de 2004    | Palomar              | NEAT                     |
| 313800 | 2004 BS12              | 17 de gener de 2004    | Palomar              | NEAT                     |

## 313801-313900
| Nom    | Designació provisional | Data de descobriment | Lloc de descobriment | Descobridor/s        |
| ------ | ---------------------- | -------------------- | -------------------- | -------------------- |
| 313801 | 2004 BH13              | 17 de gener de 2004  | Palomar              | NEAT                 |
| 313802 | 2004 BL16              | 16 de gener de 2004  | Kitt Peak            | Spacewatch           |
| 313803 | 2004 BK17              | 17 de gener de 2004  | Palomar              | NEAT                 |
| 313804 | 2004 BC21              | 17 de gener de 2004  | Palomar              | NEAT                 |
| 313805 | 2004 BE22              | 18 de gener de 2004  | Kitt Peak            | Spacewatch           |
| 313806 | 2004 BR22              | 17 de gener de 2004  | Palomar              | NEAT                 |
| 313807 | 2004 BY34              | 19 de gener de 2004  | Kitt Peak            | Spacewatch           |
| 313808 | 2004 BA39              | 21 de gener de 2004  | Kitt Peak            | Spacewatch           |
| 313809 | 2004 BH41              | 22 de gener de 2004  | Socorro              | LINEAR               |
| 313810 | 2004 BK56              | 23 de gener de 2004  | Anderson Mesa        | LONEOS               |
| 313811 | 2004 BZ59              | 21 de gener de 2004  | Socorro              | LINEAR               |
| 313812 | 2004 BD65              | 22 de gener de 2004  | Socorro              | LINEAR               |
| 313813 | 2004 BA69              | 27 de gener de 2004  | Socorro              | LINEAR               |
| 313814 | 2004 BU84              | 27 de gener de 2004  | Anderson Mesa        | LONEOS               |
| 313815 | 2004 BW84              | 27 de gener de 2004  | Socorro              | LINEAR               |
| 313816 | 2004 BN99              | 27 de gener de 2004  | Kitt Peak            | Spacewatch           |
| 313817 | 2004 BO101             | 28 de gener de 2004  | Socorro              | LINEAR               |
| 313818 | 2004 BR102             | 30 de gener de 2004  | Socorro              | LINEAR               |
| 313819 | 2004 BH119             | 30 de gener de 2004  | Anderson Mesa        | LONEOS               |
| 313820 | 2004 BP121             | 17 de gener de 2004  | Palomar              | NEAT                 |
| 313821 | 2004 BY129             | 16 de gener de 2004  | Kitt Peak            | Spacewatch           |
| 313822 | 2004 BS146             | 22 de gener de 2004  | Socorro              | LINEAR               |
| 313823 | 2004 CM1               | 10 de febrer de 2004 | Palomar              | NEAT                 |
| 313824 | 2004 CW1               | 10 de febrer de 2004 | Palomar              | NEAT                 |
| 313825 | 2004 CK2               | 11 de febrer de 2004 | Palomar              | NEAT                 |
| 313826 | 2004 CT4               | 10 de febrer de 2004 | Palomar              | NEAT                 |
| 313827 | 2004 CG5               | 10 de febrer de 2004 | Palomar              | NEAT                 |
| 313828 | 2004 CW13              | 11 de febrer de 2004 | Anderson Mesa        | LONEOS               |
| 313829 | 2004 CG14              | 11 de febrer de 2004 | Kitt Peak            | Spacewatch           |
| 313830 | 2004 CD22              | 11 de febrer de 2004 | Catalina             | CSS                  |
| 313831 | 2004 CW22              | 12 de febrer de 2004 | Kitt Peak            | Spacewatch           |
| 313832 | 2004 CE27              | 11 de febrer de 2004 | Palomar              | NEAT                 |
| 313833 | 2004 CS50              | 9 de febrer de 2004  | Anderson Mesa        | LONEOS               |
| 313834 | 2004 CU56              | 10 de febrer de 2004 | Palomar              | NEAT                 |
| 313835 | 2004 CR74              | 11 de febrer de 2004 | Catalina             | CSS                  |
| 313836 | 2004 CM84              | 13 de febrer de 2004 | Kitt Peak            | Spacewatch           |
| 313837 | 2004 CP100             | 15 de febrer de 2004 | Catalina             | CSS                  |
| 313838 | 2004 DR1               | 18 de febrer de 2004 | Socorro              | LINEAR               |
| 313839 | 2004 DJ2               | 18 de febrer de 2004 | Goodricke-Pigott     | Goodricke-Pigott     |
| 313840 | 2004 DD18              | 18 de febrer de 2004 | Socorro              | LINEAR               |
| 313841 | 2004 DV22              | 18 de febrer de 2004 | Socorro              | LINEAR               |
| 313842 | 2004 DC25              | 19 de febrer de 2004 | Socorro              | LINEAR               |
| 313843 | 2004 DQ26              | 16 de febrer de 2004 | Socorro              | LINEAR               |
| 313844 | 2004 DM45              | 16 de febrer de 2004 | Socorro              | LINEAR               |
| 313845 | 2004 DZ58              | 23 de febrer de 2004 | Socorro              | LINEAR               |
| 313846 | 2004 DL62              | 19 de febrer de 2004 | Socorro              | LINEAR               |
| 313847 | 2004 EF32              | 15 de març de 2004   | Palomar              | NEAT                 |
| 313848 | 2004 EQ33              | 15 de març de 2004   | Kitt Peak            | Spacewatch           |
| 313849 | 2004 EY37              | 14 de març de 2004   | Kitt Peak            | Spacewatch           |
| 313850 | 2004 EO39              | 15 de març de 2004   | Kitt Peak            | Spacewatch           |
| 313851 | 2004 EB41              | 15 de març de 2004   | Kitt Peak            | Spacewatch           |
| 313852 | 2004 ED43              | 15 de març de 2004   | Catalina             | CSS                  |
| 313853 | 2004 EV62              | 13 de març de 2004   | Palomar              | NEAT                 |
| 313854 | 2004 EB95              | 15 de març de 2004   | Socorro              | LINEAR               |
| 313855 | 2004 EF114             | 15 de març de 2004   | Palomar              | NEAT                 |
| 313856 | 2004 FK                | 16 de març de 2004   | Catalina             | CSS                  |
| 313857 | 2004 FS7               | 16 de març de 2004   | Socorro              | LINEAR               |
| 313858 | 2004 FZ9               | 16 de març de 2004   | Campo Imperatore     | CINEOS               |
| 313859 | 2004 FM65              | 19 de març de 2004   | Socorro              | LINEAR               |
| 313860 | 2004 FJ68              | 20 de març de 2004   | Socorro              | LINEAR               |
| 313861 | 2004 FL112             | 26 de març de 2004   | Kitt Peak            | Spacewatch           |
| 313862 | 2004 FB121             | 23 de març de 2004   | Socorro              | LINEAR               |
| 313863 | 2004 FT122             | 26 de març de 2004   | Socorro              | LINEAR               |
| 313864 | 2004 FC131             | 22 de març de 2004   | Anderson Mesa        | LONEOS               |
| 313865 | 2004 FK136             | 27 de març de 2004   | Anderson Mesa        | LONEOS               |
| 313866 | 2004 FW139             | 26 de març de 2004   | Socorro              | LINEAR               |
| 313867 | 2004 FP143             | 28 de març de 2004   | Socorro              | LINEAR               |
| 313868 | 2004 FC144             | 29 de març de 2004   | Kitt Peak            | Spacewatch           |
| 313869 | 2004 GG15              | 14 d'abril de 2004   | Socorro              | LINEAR               |
| 313870 | 2004 GV18              | 14 d'abril de 2004   | Anderson Mesa        | LONEOS               |
| 313871 | 2004 GH19              | 14 d'abril de 2004   | Socorro              | LINEAR               |
| 313872 | 2004 GE27              | 15 d'abril de 2004   | Socorro              | LINEAR               |
| 313873 | 2004 GB34              | 12 d'abril de 2004   | Palomar              | NEAT                 |
| 313874 | 2004 GG35              | 13 d'abril de 2004   | Kitt Peak            | Spacewatch           |
| 313875 | 2004 GN36              | 13 d'abril de 2004   | Palomar              | NEAT                 |
| 313876 | 2004 GF48              | 12 d'abril de 2004   | Kitt Peak            | Spacewatch           |
| 313877 | 2004 GS49              | 12 d'abril de 2004   | Kitt Peak            | Spacewatch           |
| 313878 | 2004 GU73              | 2 d'abril de 2004    | Haleakala            | NEAT                 |
| 313879 | 2004 GT77              | 15 d'abril de 2004   | Socorro              | LINEAR               |
| 313880 | 2004 GB78              | 13 d'abril de 2004   | Palomar              | NEAT                 |
| 313881 | 2004 HX                | 16 d'abril de 2004   | Socorro              | LINEAR               |
| 313882 | 2004 HX2               | 16 d'abril de 2004   | Socorro              | LINEAR               |
| 313883 | 2004 HU8               | 16 d'abril de 2004   | Socorro              | LINEAR               |
| 313884 | 2004 HU15              | 16 d'abril de 2004   | Kitt Peak            | Spacewatch           |
| 313885 | 2004 HU37              | 22 d'abril de 2004   | Kitt Peak            | Spacewatch           |
| 313886 | 2004 HO46              | 22 d'abril de 2004   | Kitt Peak            | Spacewatch           |
| 313887 | 2004 HH48              | 22 d'abril de 2004   | Siding Spring        | Siding Spring Survey |
| 313888 | 2004 HK48              | 22 d'abril de 2004   | Siding Spring        | Siding Spring Survey |
| 313889 | 2004 HD62              | 26 d'abril de 2004   | Siding Spring        | Siding Spring Survey |
| 313890 | 2004 HJ66              | 20 d'abril de 2004   | Kitt Peak            | Spacewatch           |
| 313891 | 2004 HW70              | 24 d'abril de 2004   | Socorro              | LINEAR               |
| 313892 | 2004 JF                | 8 de maig de 2004    | Wrightwood           | J. W. Young          |
| 313893 | 2004 JO10              | 12 de maig de 2004   | Catalina             | CSS                  |
| 313894 | 2004 JT47              | 13 de maig de 2004   | Kitt Peak            | Spacewatch           |
| 313895 | 2004 KA16              | 24 de maig de 2004   | Socorro              | LINEAR               |
| 313896 | 2004 KY18              | 21 de maig de 2004   | Campo Imperatore     | CINEOS               |
| 313897 | 2004 LX3               | 11 de juny de 2004   | Socorro              | LINEAR               |
| 313898 | 2004 LD4               | 10 de juny de 2004   | Anderson Mesa        | LONEOS               |
| 313899 | 2004 LR4               | 11 de juny de 2004   | Kitt Peak            | Spacewatch           |
| 313900 | 2004 ND3               | 12 de juliol de 2004 | Reedy Creek          | J. Broughton         |

## 313901-314000
| Nom           | Designació provisional | Data de descobriment   | Lloc de descobriment | Descobridor/s        |
| ------------- | ---------------------- | ---------------------- | -------------------- | -------------------- |
| 313901        | 2004 NA6               | 11 de juliol de 2004   | Socorro              | LINEAR               |
| 313902        | 2004 NE12              | 11 de juliol de 2004   | Socorro              | LINEAR               |
| 313903        | 2004 NH19              | 14 de juliol de 2004   | Socorro              | LINEAR               |
| 313904        | 2004 NE23              | 11 de juliol de 2004   | Socorro              | LINEAR               |
| 313905        | 2004 NB29              | 14 de juliol de 2004   | Socorro              | LINEAR               |
| 313906        | 2004 PP1               | 7 d'agost de 2004      | Charleston           | R. Holmes            |
| 313907        | 2004 PO26              | 9 d'agost de 2004      | Bergisch Gladbac     | W. Bickel            |
| 313908        | 2004 PO29              | 7 d'agost de 2004      | Palomar              | NEAT                 |
| 313909        | 2004 PF49              | 8 d'agost de 2004      | Palomar              | NEAT                 |
| 313910        | 2004 PO63              | 10 d'agost de 2004     | Socorro              | LINEAR               |
| 313911        | 2004 PE72              | 8 d'agost de 2004      | Socorro              | LINEAR               |
| 313912        | 2004 PY79              | 9 d'agost de 2004      | Socorro              | LINEAR               |
| 313913        | 2004 PP82              | 10 d'agost de 2004     | Socorro              | LINEAR               |
| 313914        | 2004 PF103             | 12 d'agost de 2004     | Socorro              | LINEAR               |
| 313915        | 2004 PW108             | 10 d'agost de 2004     | Socorro              | LINEAR               |
| 313916        | 2004 PS117             | 9 d'agost de 2004      | Palomar              | NEAT                 |
| 313917        | 2004 QO7               | 22 d'agost de 2004     | Bergisch Gladbac     | W. Bickel            |
| 313918        | 2004 QC22              | 24 d'agost de 2004     | Socorro              | LINEAR               |
| 313919        | 2004 RB                | 21 d'agost de 2004     | Siding Spring        | Siding Spring Survey |
| 313920        | 2004 RQ                | 3 de setembre de 2004  | Palomar              | NEAT                 |
| 313921 Daasou | 2004 RP1               | 5 de setembre de 2004  | Vicques              | M. Ory               |
| 313922        | 2004 RG7               | 5 de setembre de 2004  | Palomar              | NEAT                 |
| 313923        | 2004 RK17              | 7 de setembre de 2004  | Kitt Peak            | Spacewatch           |
| 313924        | 2004 RA26              | 4 de setembre de 2004  | Palomar              | NEAT                 |
| 313925        | 2004 RY36              | 7 de setembre de 2004  | Kitt Peak            | Spacewatch           |
| 313926        | 2004 RM59              | 8 de setembre de 2004  | Socorro              | LINEAR               |
| 313927        | 2004 RQ59              | 8 de setembre de 2004  | Socorro              | LINEAR               |
| 313928        | 2004 RM60              | 8 de setembre de 2004  | Socorro              | LINEAR               |
| 313929        | 2004 RN81              | 8 de setembre de 2004  | Socorro              | LINEAR               |
| 313930        | 2004 RF85              | 7 de setembre de 2004  | Bergisch Gladbac     | W. Bickel            |
| 313931        | 2004 RT90              | 8 de setembre de 2004  | Socorro              | LINEAR               |
| 313932        | 2004 RQ92              | 8 de setembre de 2004  | Socorro              | LINEAR               |
| 313933        | 2004 RH95              | 8 de setembre de 2004  | Socorro              | LINEAR               |
| 313934        | 2004 RL95              | 8 de setembre de 2004  | Socorro              | LINEAR               |
| 313935        | 2004 RN97              | 8 de setembre de 2004  | Socorro              | LINEAR               |
| 313936        | 2004 RS98              | 8 de setembre de 2004  | Socorro              | LINEAR               |
| 313937        | 2004 RP99              | 8 de setembre de 2004  | Socorro              | LINEAR               |
| 313938        | 2004 RB101             | 8 de setembre de 2004  | Socorro              | LINEAR               |
| 313939        | 2004 RH101             | 8 de setembre de 2004  | Socorro              | LINEAR               |
| 313940        | 2004 RN128             | 7 de setembre de 2004  | Kitt Peak            | Spacewatch           |
| 313941        | 2004 RV147             | 9 de setembre de 2004  | Socorro              | LINEAR               |
| 313942        | 2004 RW147             | 9 de setembre de 2004  | Socorro              | LINEAR               |
| 313943        | 2004 RR151             | 9 de setembre de 2004  | Kitt Peak            | Spacewatch           |
| 313944        | 2004 RZ155             | 10 de setembre de 2004 | Socorro              | LINEAR               |
| 313945        | 2004 RN159             | 10 de setembre de 2004 | Socorro              | LINEAR               |
| 313946        | 2004 RR159             | 10 de setembre de 2004 | Socorro              | LINEAR               |
| 313947        | 2004 RO177             | 10 de setembre de 2004 | Socorro              | LINEAR               |
| 313948        | 2004 RK178             | 10 de setembre de 2004 | Socorro              | LINEAR               |
| 313949        | 2004 RJ180             | 10 de setembre de 2004 | Socorro              | LINEAR               |
| 313950        | 2004 RV182             | 10 de setembre de 2004 | Socorro              | LINEAR               |
| 313951        | 2004 RQ195             | 10 de setembre de 2004 | Socorro              | LINEAR               |
| 313952        | 2004 RT197             | 10 de setembre de 2004 | Socorro              | LINEAR               |
| 313953        | 2004 RX198             | 10 de setembre de 2004 | Socorro              | LINEAR               |
| 313954        | 2004 RC204             | 12 de setembre de 2004 | Socorro              | LINEAR               |
| 313955        | 2004 RF215             | 11 de setembre de 2004 | Socorro              | LINEAR               |
| 313956        | 2004 RB237             | 10 de setembre de 2004 | Kitt Peak            | Spacewatch           |
| 313957        | 2004 RJ250             | 13 de setembre de 2004 | Socorro              | LINEAR               |
| 313958        | 2004 RT255             | 6 de setembre de 2004  | Palomar              | NEAT                 |
| 313959        | 2004 RB272             | 11 de setembre de 2004 | Kitt Peak            | Spacewatch           |
| 313960        | 2004 RH301             | 11 de setembre de 2004 | Kitt Peak            | Spacewatch           |
| 313961        | 2004 RM307             | 13 de setembre de 2004 | Socorro              | LINEAR               |
| 313962        | 2004 RT312             | 15 de setembre de 2004 | Socorro              | LINEAR               |
| 313963        | 2004 RS338             | 7 de setembre de 2004  | Kitt Peak            | Spacewatch           |
| 313964        | 2004 RL340             | 6 de setembre de 2004  | Socorro              | LINEAR               |
| 313965        | 2004 RQ343             | 14 de setembre de 2004 | Socorro              | LINEAR               |
| 313966        | 2004 RJ346             | 8 de setembre de 2004  | Socorro              | LINEAR               |
| 313967        | 2004 SN1               | 16 de setembre de 2004 | Kitt Peak            | Spacewatch           |
| 313968        | 2004 SF29              | 17 de setembre de 2004 | Socorro              | LINEAR               |
| 313969        | 2004 SF38              | 17 de setembre de 2004 | Kitt Peak            | Spacewatch           |
| 313970        | 2004 SG59              | 18 de setembre de 2004 | Socorro              | LINEAR               |
| 313971        | 2004 TZ1               | 10 de setembre de 2004 | Socorro              | LINEAR               |
| 313972        | 2004 TL6               | 2 d'octubre de 2004    | Palomar              | NEAT                 |
| 313973        | 2004 TD11              | 8 d'octubre de 2004    | Socorro              | LINEAR               |
| 313974        | 2004 TW56              | 5 d'octubre de 2004    | Kitt Peak            | Spacewatch           |
| 313975        | 2004 TU58              | 5 d'octubre de 2004    | Kitt Peak            | Spacewatch           |
| 313976        | 2004 TF61              | 5 d'octubre de 2004    | Anderson Mesa        | LONEOS               |
| 313977        | 2004 TQ62              | 5 d'octubre de 2004    | Kitt Peak            | Spacewatch           |
| 313978        | 2004 TZ65              | 5 d'octubre de 2004    | Anderson Mesa        | LONEOS               |
| 313979        | 2004 TN78              | 4 d'octubre de 2004    | Socorro              | LINEAR               |
| 313980        | 2004 TW79              | 5 d'octubre de 2004    | Kitt Peak            | Spacewatch           |
| 313981        | 2004 TJ80              | 5 d'octubre de 2004    | Kitt Peak            | Spacewatch           |
| 313982        | 2004 TU84              | 5 d'octubre de 2004    | Kitt Peak            | Spacewatch           |
| 313983        | 2004 TX90              | 5 d'octubre de 2004    | Kitt Peak            | Spacewatch           |
| 313984        | 2004 TY93              | 5 d'octubre de 2004    | Kitt Peak            | Spacewatch           |
| 313985        | 2004 TG102             | 6 d'octubre de 2004    | Palomar              | NEAT                 |
| 313986        | 2004 TQ119             | 15 de setembre de 2004 | Socorro              | LINEAR               |
| 313987        | 2004 TV124             | 7 d'octubre de 2004    | Socorro              | LINEAR               |
| 313988        | 2004 TR133             | 7 d'octubre de 2004    | Anderson Mesa        | LONEOS               |
| 313989        | 2004 TZ138             | 9 d'octubre de 2004    | Anderson Mesa        | LONEOS               |
| 313990        | 2004 TT147             | 6 d'octubre de 2004    | Kitt Peak            | Spacewatch           |
| 313991        | 2004 TW171             | 8 d'octubre de 2004    | Socorro              | LINEAR               |
| 313992        | 2004 TA183             | 7 d'octubre de 2004    | Kitt Peak            | Spacewatch           |
| 313993        | 2004 TZ194             | 7 d'octubre de 2004    | Kitt Peak            | Spacewatch           |
| 313994        | 2004 TQ201             | 7 d'octubre de 2004    | Kitt Peak            | Spacewatch           |
| 313995        | 2004 TV210             | 8 d'octubre de 2004    | Kitt Peak            | Spacewatch           |
| 313996        | 2004 TE225             | 8 d'octubre de 2004    | Kitt Peak            | Spacewatch           |
| 313997        | 2004 TG255             | 9 d'octubre de 2004    | Kitt Peak            | Spacewatch           |
| 313998        | 2004 TM261             | 9 d'octubre de 2004    | Kitt Peak            | Spacewatch           |
| 313999        | 2004 TY336             | 11 d'octubre de 2004   | Kitt Peak            | Spacewatch           |
| 314000        | 2004 TN346             | 15 d'octubre de 2004   | Anderson Mesa        | LONEOS               |